# Storia del cinema
(Thomas Edison)
La cinematografia, nella sua storia, ha attraversato diverse fasi e periodi, che l'hanno portata dai primi rudimentali "esperimenti" dei fratelli Lumière ai moderni film digitali, ricchi di effetti speciali realizzati principalmente con la grafica computerizzata.

## Precinema: le premesse del cinema

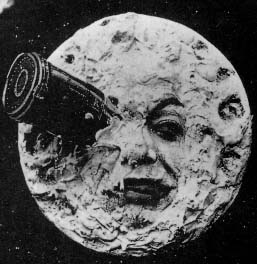
Celebre fotogramma di Viaggio nella Luna (Le voyage dans la Lune, 1902) di Georges Méliès

La storia del cinema è costellata di piccole e grandi invenzioni tecniche. Anche in questo campo il progresso di fatto non si è mai arrestato, e ha visto alcune svolte epocali, come il passaggio dal muto al sonoro, dal bianco e nero al colore, dallo schermo quadrato a quello panoramico (detto in inglese widescreen) e dalla pellicola analogica al digitale. Come conseguenza di tale rapido sviluppo tecnologico accaduto in oltre 120 anni, è aumentato il grado di specializzazione delle maestranze impegnate sui set, e sono state create nuove figure professionali.

La cinematografia intesa come proiezione di immagini ha numerosi antenati, che risalgono fino al mondo antico. In oriente esisteva la rappresentazione delle ombre cinesi, mentre in Europa abbiamo studi ottici sulle proiezioni tramite lenti fin dal 1490, con la camera oscura leonardiana. Fu però nel XVII secolo che nacque l'antenato più prossimo allo spettacolo cinematografico, la lanterna magica, che proiettava su una parete di una stanza buia immagini dipinte su vetro e illuminate da una candela dentro una scatola chiusa, tramite un foro con una lente. Simile, ma opposto per modo di fruizione, era il Mondo nuovo, una scatola chiusa illuminata all'interno dove però si doveva guardare all'interno per vedere le immagini illuminate: tipico degli ambulanti tra XVII e XX secolo, rendeva possibile una fruizione anche di giorno, anche all'aperto.

Sallie Gardner at a Gallop, il primo filmato sperimentale realizzato da Eadweard Muybridge nel 1878

Il cinema nasce alla fine del XIX secolo. Per definire le ricerche che hanno portato all'invenzione del cinema, quindi precedenti al primo film effettivo del 1891, si parla di precinema. 
Dopo la nascita della fotografia si iniziò a studiare la riproduzione del movimento in scatti consecutivi. Sfruttando i principi dei dispositivi ottici del passato, si iniziarono a cercare modi di proiettare fotografie in successione, in modo da ricreare un'illusione di movimento estremamente realistica: tra le centinaia di esperimenti in tutto il mondo, ebbero buon fine il kinetoscopio di Thomas Edison (ispirato al "mondo nuovo") e il cinematografo dei Fratelli Lumière (ispirato alla lanterna magica).
Si è spesso affermato che gli inventori del cinema fossero i fratelli Lumière. Loro stessi non hanno rivendicato quanto sostenuto, correggendo queste affermazioni e dicendo che il cinema è stato il risultato di ricerche perseguite febbrilmente in tutto il mondo e che ciascuno aveva raggiunto il suo scopo. Infatti, i primi film, come sostiene Laurent Mannoni, storico del cinema e conservatore di apparecchi alla Cinémathèque française, furono registrati con il kinétographe dell'americano Thomas Edison, brevettato il 24 agosto 1891, impiegando un film perforato a 35 mm e un sistema d'avanzamento intermittente della pellicola denominato roue à rochet, che pressappoco può significare "ruota a rocchetto". Tra il 1891 e il 1895, Edison realizzò circa 70 film con questo sistema
Ma le illusioni dell'immagine in movimento precedenti questo apparato (all'inizio del XIX secolo) erano fornite da una sorta di giocattoli scientifici che utilizzavano dei disegni rappresentanti un soggetto alle prese con le fasi differenti di un gesto scomposto in due o una dozzina di vignette, la cui successione veniva visualizzata attraverso fessure o specchi rotanti. Questi "giochi da salotto", che presto affezionarono un pubblico benestante, erano finalizzati a sviluppare la curiosità scientifica nelle menti dei ragazzi di famiglie abbienti. Tra essi vanno citati il Phénakistiscope del belga Joseph Plateau, lo Zootropio dell'inglese William George Horner, il Folioscope del francese Pierre-Hubert Desvignes, che è un adattamento del Flipbook dell'inglese John Barnes Linnett, e il Praxinoscope del francese Charles-Émile Reynaud. Senza dimenticare lo Zoopraxiscope del fotografo britannico Eadweard Muybridge, va altresì notato che Muybridge e il suo equivalente francese, il celebre Étienne-Jules Marey, svilupparono diversi macchinari con processi ottici per fini più scientifici anziché commerciali, per tentare di decomporre, e quindi studiare, i movimenti di esseri umani o animali, e in generale tutti quei fenomeni troppo veloci per essere analizzati dall'occhio umano come, ad esempio, la caduta di gocce d'acqua, esplosioni o reazioni chimiche.
Nel 1872 l'uomo d'affari e governatore della California Leland Stanford chiese a Eadweard Muybridge di confermare una sua ipotesi, ovvero che durante il galoppo di un cavallo esiste un istante in cui tutte le zampe sono sollevate da terra. Il 19 giugno 1873, Muybridge fotografò con successo un cavallo da corsa chiamato "Sallie Gardner" utilizzando 24 fotocamere, sistemate parallelamente lungo il tracciato, e ogni singola macchina veniva azionata da un filo colpito dagli zoccoli del cavallo ogni 21 centimetri per coprire i 20 metri di estensione della pista, e le foto venivano scattate in un millesimo di secondo. Questa sequenza di fotografie in movimento, chiamata "Sallie Gardner at a Gallop", della durata di 3 secondi, mostrò come gli zoccoli si sollevassero dal terreno contemporaneamente, ma non nella posizione di completa estensione, come era comunemente raffigurato. Nove anni più tardi, nel 1882, Étienne-Jules Marey costruì il primo fucile cronofotografico, che era capace di riprendere 12 fotogrammi al secondo, registrando tutti i fotogrammi del singolo film. Il secondo film sperimentale, Roundhay Garden Scene, filmato da Louis Le Prince il 14 ottobre 1888, e della durata di 2 secondi, è il più vecchio filmato esistente, certificato dal Guinness dei primati; l'autore preparò un brevetto statunitense per un nuovo dispositivo a 16 lenti su una pellicola di 60 mm, ma non riuscì a depositarlo, né poté eseguire la proiezione del film presso un pubblico.

## La nascita dei film

### Le prime proiezioni animate

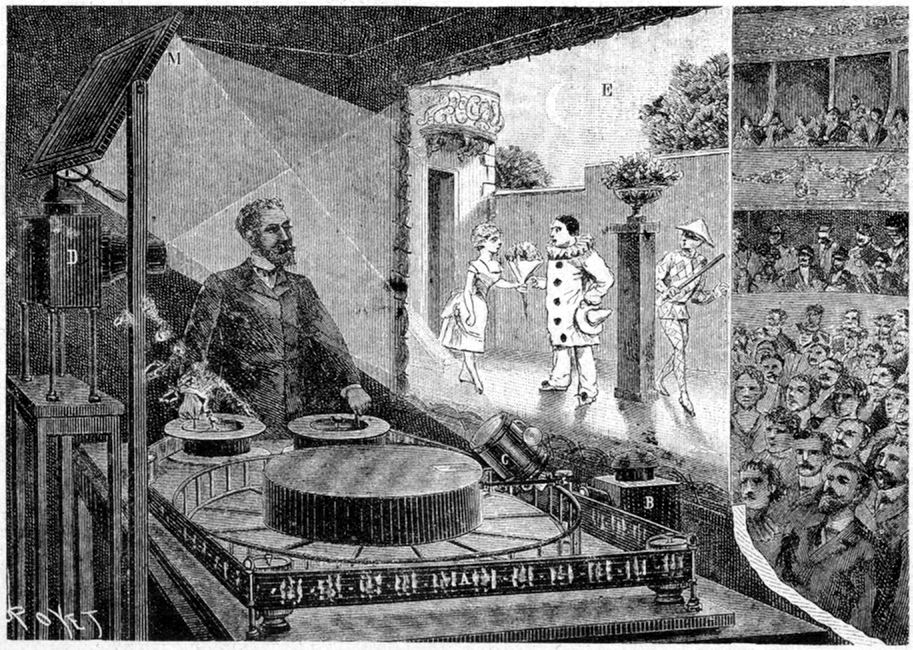
Charles-Émile Reynaud proietta Pauvre Pierrot nel suo Teatro Ottico. Incisione di Louis Poyet (1892)

Un estratto da Pauvre Pierrot di Charles-Émile Reynaud, uno dei primi disegni animati nella storia del cinema

Nel 1877 l'insegnante di scienze e fotografo Charles-Émile Reynaud creò e brevettò un suo gioco ottico, il Praxinoscope dove lui stesso progetta miniature in movimento, divertenti o poetiche. Nel 1878 presenterà una successiva evoluzione, il prassinoscopio teatro, anteponendo uno schermo di vetro alla giostra di specchi. Il nuovo strumento, adatto a una fruizione collettiva, permette di sovrapporre le immagini in movimento a una serie di sfondi intercambiabili. Il Praxinoscope incontra immediatamente i favori del pubblico e l'ultimo modello da lui progettato permette anche la proiezione dei disegni su uno schermo piccolo; come pensa Reynaud, la sua arte raggiunge qui il punto massimo nella rappresentazione dell'«effetto magico» delle lanterne luminose. Ma, come tutti i «giochi da salotto» i suoi soggetti sono troppo brevi: i gesti, le piroette, le trasformazioni, durano soltanto un secondo. Nel 1892, un anno dopo i primi film di Edison la cui durata è di poco più lunga, Reynaud intraprese la fabbricazione di un progetto ambizioso che l'ossessionava da almeno quindici anni: un apparecchio che permetteva di proiettare su grande schermo, donando l'illusione del movimento, dei disegni che raccontano una storia vera di durata variabile da due a cinque minuti.
Con pazienza, riesce a disegnare prima e dipingere poi su una pellicola di celluloide di fabbricazione Eastman, larga 70 mm, centinaia di vignette che rappresentano i diversi atteggiamenti delle persone in movimento, uno di fronte all'altro. La sua tecnica è il debutto di quello che in seguito si chiamerà il cartone animato, e i suoi movimenti ricostruiti rientrano nel rango della categoria dei film, e quindi del cinema. Nel mese di ottobre del 1892 Charles-Émile Reynaud presentò a Parigi, nel "Cabinet fantastique" del Museo Grévin che ribattezza il Théâtre Optique, le sue Pantomime luminose, definendoli come film a tutti gli effetti. Il Théâtre Optique di Charles-Émile Reynaud rappresentò un'innovazione considerevole rispetto a Thomas Edison e inaugura le prime proiezioni di film animati sul grande schermo. Contrariamente alla visione singola del Kinétoscope, il pubblico del Théâtre Optique è riunito come in un'assemblea per seguire la storia proiettata sullo schermo. Così il Museo Grévin può vantarsi di essere la prima sala di proiezione cinematografica, tre anni prima delle proiezioni dei fratelli Lumière.

### I primi film

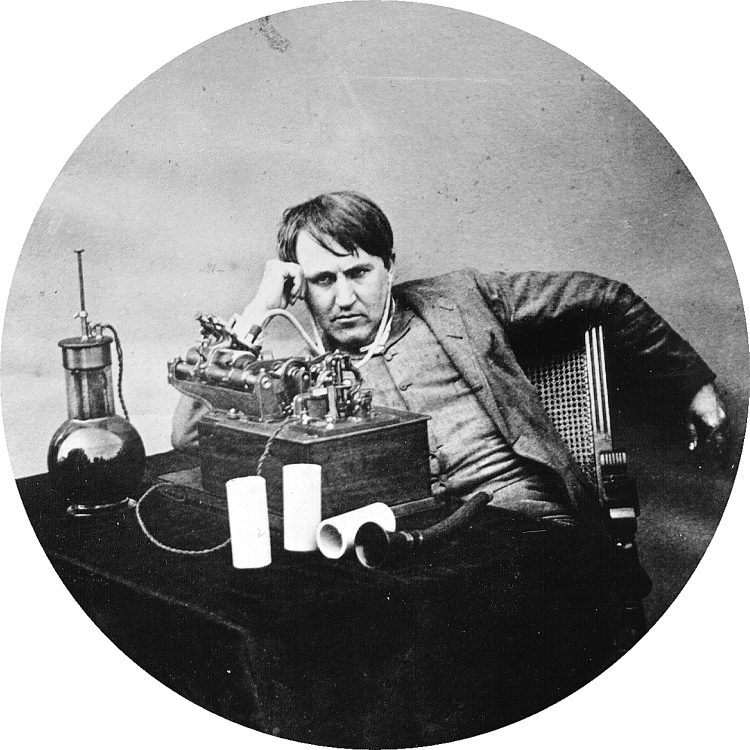
Thomas Edison e il suo fonografo

Attualmente le grandi produzioni sono popolate da un vero e proprio esercito ben visibile nei titoli di coda dei film attuali. Dalle cineprese a motore di Thomas Edison e Dickson, a quelle a manovella dei Fratelli Lumière, le attrezzature utilizzate divengono via via sempre più complesse, e permettono evoluzioni controllate al millimetro della macchina da presa.
Il 20 maggio 1891 può considerarsi una data fondamentale nella storia del cinema. In quel giorno, l'americano Thomas Edison, inventore della fabbricazione industriale della lampadina elettrica nonché progettista e produttore del fonografo, insieme al suo principale collaboratore, l'ingegnere elettrico William Kennedy Laurie Dickson, riuscì a presentare in pubblico il suo primo film, Dickson greeting. Edison, che era diventato praticamente sordo durante la sua adolescenza, sogna di fare della sua invenzione una macchina che permetta di registrare l'immagine di un cantante o di un'orchestra che interpreta una canzone o un'aria d'opera. «Questo potrebbe consentire di assistere a una rappresentazione al Metropolitan Opera cinquant'anni più tardi, quando quasi tutti gli interpreti sono scomparsi ormai da lungo tempo».
Un'invenzione fondamentale, arrivata al momento giusto, fu quella dell'americano John Carbutt che nel 1888 immette sul mercato, prodotto dalle fabbriche di proprietà di George Eastman, una pellicola flessibile di celluloide tagliata in rotoli di 70 mm di larghezza, rivestite di sostanza fotosensibile. Il 1888 può dunque essere considerato come il termine del Precinema e il debutto del Cinema. A partire dalla pellicola flessibile non perforata del duo Carbutt-Eastman, Edison e Dickson creano quello che diventerà vent'anni più tardi il formato standard internazionale per la proiezione dei film. Essi tagliano ulteriormente la pellicola di Eastman in tutta la sua larghezza, in due strisce di 35 mm ciascuno dotata di due set di quattro perforazioni rettangolari per ogni fotogramma.

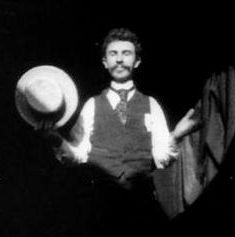
William Kennedy Laurie Dickson in Dickson greeting, primo film in assoluto a essere mostrato in pubblico (1891)

Secondo un disegno di Edison, Dickson fabbrica il Kinetograph, una macchina pesante e ingombrante, che richiede un collegamento elettrico soltanto per attivare il motore. Però ha anche il merito di funzionare bene. La pellicola avanza a intermittenza, azionata da un ingranaggio dentato associata a una "ruota a rocchetto". L'unico difetto è rappresentato dal tempo d'arretramento della pellicola, troppo corto rispetto all'asse ottico dell'obiettivo. Una valvola rotante, che rimane chiusa durante la proiezione della pellicola, si apre durante la sua immobilizzazione, assicurando il tiraggio ed evitando eventuali fratture. La pellicola proiettata viene poi riavvolta. Parallelamente, i due inventori mettono a punto un apparecchio per guardare i film futuri, il Kinetoscope, un mobile in legno su cui lo spettatore guarda singolarmente un film che si svolge di continuo, azionato da un motore elettrico davanti a una scatola luminosa. L'utilizzatore osserva il film attraverso uno spioncino e una serie di lenti di ingrandimento. Il movimento viene ripristinato passando da un otturatore circolare sincronizzato con l'unità attraverso le perforazioni del film, che svela i suoi fotogrammi uno appresso all'altro, a una cadenza di 18 unità al secondo.
Nel 1891 Dickson fece un test filmando sé stesso mentre rivolge un cenno di saluto ai suoi futuri spettatori. Questo è il primo film del cinema, Dickson greeting, che dura meno di una dozzina di secondi, e dei quali oggi sopravvive soltanto un frammento di due secondi. Venne presentato il 20 maggio 1891 davanti a un'assemblea di 150 militanti della Federation of Women's Club. Il successo va oltre ogni aspettativa: le spettatrici, individualmente o a gruppi di due, si affollano congratulandosi con gli inventori del Kinétoscope e continuando a visionare più di una volta Dickson greeting ed esprimendo il loro stupore e la loro soddisfazione. La tanto desiderata ricerca della registrazione del movimento e della sua restituzione proiettata è infine cosa acquisita, la data viene certificata dalla prima presentazione pubblica, il primo film del cinema è questo di Edison e Dickson. Nel 2005 il frammento di due secondi del primo e di tutti gli altri film prodotti da Edison sono stati digitalizzati e oggi fanno parte di una serie di DVD distribuiti negli Stati Uniti dalla King Video in collaborazione con il Museum of Modern Art di New York.

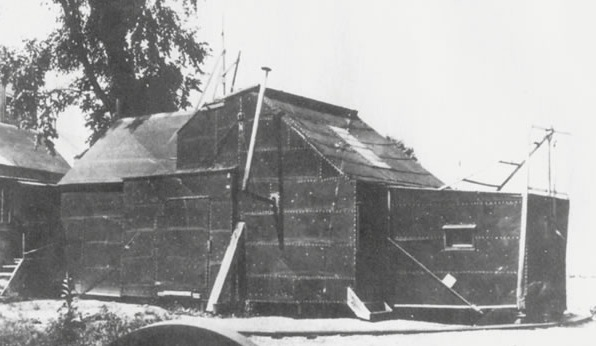
Il «Black Maria», primo studio cinematografico di Edison e Dickson (1893)

Galvanizzato dal successo, Edison apre in tutto il territorio statunitense i Kinetoscope Parlors, delle stanze in cui molti dispositivi vengono allineati e attrezzati per cambiare i film da proiettare, dove per entrare e visionarli gli spettatori devono pagare una quota d'iscrizione di 25 centesimi. Queste possono essere considerate le prime vere sale cinematografiche. È Laurie Dickson che si incarica di dirigere le riprese, considerato così un regista ante litteram. Dickson costruì il primo studio di posa cinematografico, la «Black Maria» (era il nome popolare che veniva assegnato dalla gente ai furgoni di polizia, neri e scomodi) perché ricoperto con carta catramata nera a tal punto che entrando all'interno l'effetto era quello di una serra riscaldata. Il piccolo tetto apribile del fabbricato è situato su una guida circolare e può essere orientato in funzione della posizione del sole, poiché la luce del giorno è l'unica illuminazione utilizzata. Ogni ripresa ha una durata massima di 60 secondi, il film è composto da un solo scatto, da un unico piano sequenza. Al loro debutto su scala nazionale, però, i film di Edison attraggono poco; gli spettatori preferiscono i divertimenti del music-hall e le attrazioni da fiera popolare. Nel 1895 il successo dei film di Louis Lumière, tutti girati in esterni naturali, obbligano Edison ad abbandonare la «Black Maria». Alleggerisce così il peso della fotocamera sopprimendo il motore elettrico e adotta la manovella utilizzata dai fratelli Lumière.

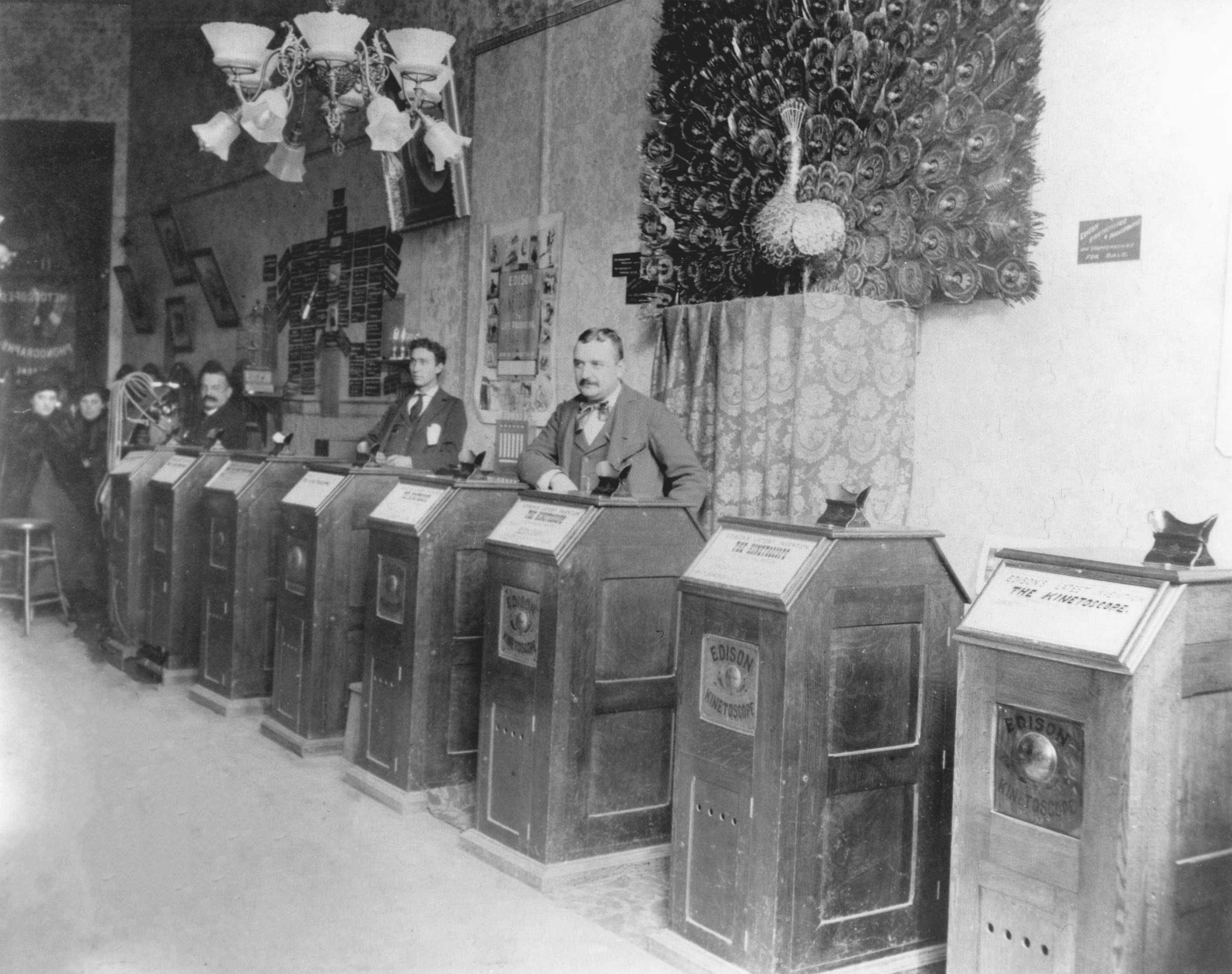
Un Kinetoscope Parlor a San Francisco nel 1894

Il Kinétoscope (il cui nome commerciale, per l'esattezza, è Kinetoscope Peep Show Machine) attira numerosi curiosi, ma Edison, nell'euforia del successo, si dimentica di depositare il brevetto dell'apparecchio, una leggerezza incredibile da parte di un inventore sotto tanti aspetti esigente e scrupoloso. Molto presto le contraffazioni si svilupperanno in tutto il mondo, a tal punto che Edison non riuscirà più a controllare la situazione. «In quel momento lì, era ovviamente troppo tardi per proteggere i miei interessi», lascerà scritto nelle sue memorie. Tuttavia, nell'estate del 1894 organizzerà a Parigi una dimostrazione pubblica del Kinétoscope alla quale assiste Antoine Lumière, il padre dei due fratelli, che rientrato a Lione orienta i suoi figli a progettare un apparecchio equivalente al Kinétoscope e al Kinétographe. In tal modo, il 26 novembre 1894, si legge sul quotidiano Le Lyon Republicain che i fratelli Lumière «stanno attualmente lavorando alla costruzione di un nuovo Kinétographe non meno rilevante di quello di Edison, e del quale i lionesi saranno a breve, crediamo, i primi a vedere» è la prova inconfutabile dell'antecedenza delle macchine e dei films dell'inventore americano rispetto ai concorrenti francesi. Lo storico del cinema Georges Sadoul afferma che «le pellicole girate da Dickson sono in senso stretto i primi film» ma nello stesso libro offre un'impressionante Cronologia mondiale. Cinquemila film di cinquanta paesi che comincia nel 1892, con le proiezioni di Émile Reynaud. Lo storico ritiene che entrambi i tentativi siano stati soltanto dei test; sia quelli di Dickson tra il 1888 e il 1891 (tra i quali il Dickson greeting, considerato anch'esso come un test) e le pantomime luminose di Reynaud.

### IlCinématographe Lumière

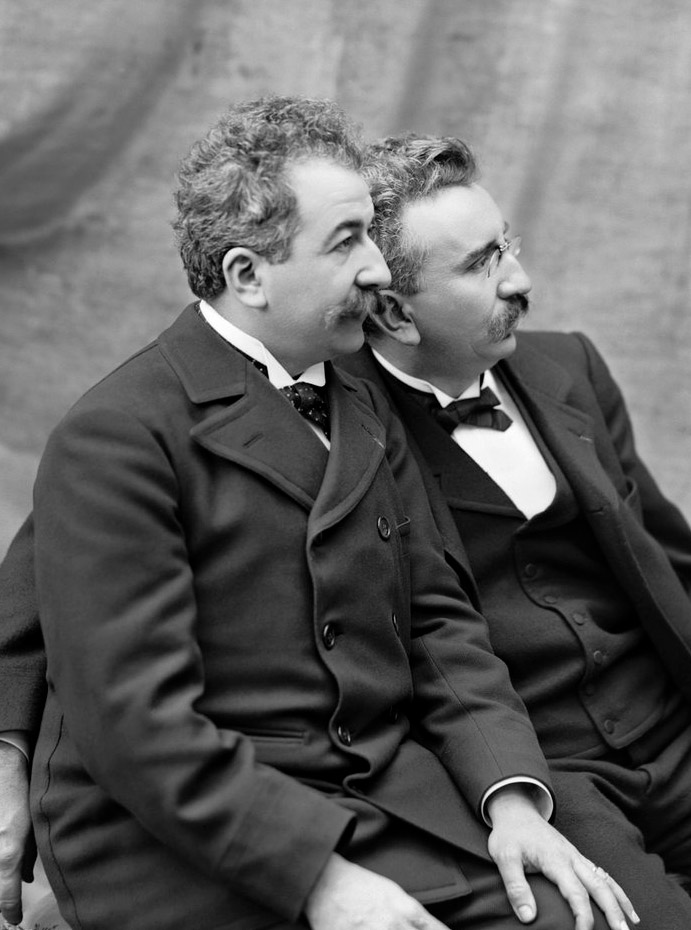
I fratelli Lumière, considerati gli inventori del cinema

Durante l'estate del 1894, nel corso di un viaggio a Parigi, Antoine Lumière assiste a una delle proiezioni animate del Théâtre Optique di Charles-Émile Reynaud al Museo Grévin, al nº 10 di Boulevard Montmartre. I rappresentanti di Thomas Edison gli offrono un campione di una trentina di centimetri della pellicola di 35 mm perforata dell'industria americana. «Sono meravigliato dal Kinétoscope di Edison» Antoine ritorna a Lione, persuaso che il mercato della registrazione e rappresentazione di immagini fotografiche in movimento (il termine inglese film, adottato per la prima volta da Edison nel 1893 per definire la pellicola impressionata non era ancora conosciuto) è a portata di mano, ricco e foriero di promesse commerciali. Le proiezioni del Théâtre Optique e le reazioni del pubblico lo convinsero inoltre che l'avvenire non è nel Kinétoscope, visionato da una persona alla volta, ma in un apparecchio simile a quello di Reynaud, proiettando sullo schermo stavolta non dei disegni animati ma persone in movimento, davanti a un'assemblea di pubblico.
La pellicola flessibile prodotta da Eastman riscuote una provvigione di diritti industriali inclusi il prezzo al metraggio del supporto venduto. Questa pellicola deve assicurare un accesso graduale e continuo ai suoi bordi in maniera che la dentatura dell'apparecchio assicuri il passaggio nelle perforazioni e, quindi d'impressionare fotogramma per fotogramma tutto il nastro. Ma i fratelli Lumière conoscono già che le perforazioni rettangolari di Edison sono stati oggetto di numerose imitazioni e brevetti, rendendo non solo la situazione incontrollabile allo stesso Edison, ma anche a loro stessi. Avvertono però che la loro realtà industriale è fondamentale. Però la loro imitazione costituirebbe un caso di violazione, e Edison non esiterebbe a citarli in giudizio. Per evitare di pagare i diritti d'autore agli Stati Uniti d'America, i fratelli Lumière studiano un sistema di perforazione rotonda da applicare ai loro film, disposti lateralmente a ragione di una sola perforazione su entrambi i lati di tutti i fotogrammi. La pellicola perforata a rettangolo da Edison, considerata più efficiente, viene scelta come metodo standard in tutto il mondo da parte dei fabbricanti di pellicole per le proiezioni dei film dal 1903.

Il principio meccanico del Cinématographe dei fratelli Lumière: il movimento di penetrazione e successivo ritiro nella perforazione rotonda del dispositivo sulla pellicola avviene attraverso un braccio che regge due rampe aiutato da una cremagliera rotante

I fratelli Lumière preparano allora una serie di proiezioni a pagamento a Parigi, nel Salon indien du Grand Café, al nº 14 del Boulevard des Capucines. Il primo giorno, il 28 dicembre 1895, erano presenti soltanto 33 spettatori (tra i quali due giornalisti) venuti a osservare questo «nuovo spettacolo». Il passaparola tra la gente favorisce l'espansione di quella novità e in una settimana la fila di persone raggiunge la Rue Caumartin. Le proiezioni raggiungono il tutto esaurito e le sessioni giornaliere raddoppiano, l'impatto di quanto accade nei mesi successivi è globale. Dieci film (Louis Lumière le definisce "visuali") costituiscono lo spettacolo. La sortie de l'usine Lumière a Lyon, La Place des Cordeliers a Lione, L'arrivo dei fotografi al congresso di Lione, Il mare (Bagno in mare), due bambini immersi nelle onde, I maniscalchi ad esempio di Edison, ma con autentici fabbri che forgiano il loro materiale poiché Dickson, ai fini delle riprese, si accontentò di ricostruire la fucina con semplici comparse poco convincenti. Seguono due scene familiari con un bambino, il figlio stesso di Auguste Lumière, in La colazione del bimbo e La pesca dei pesci rossi. Poi arrivano due scenette comiche di vita militare, Il volteggio e Il salto alla coperta, nella tradizione dei comici girovaghi. Quella sessione si concluse con il celebre L'innaffiatore innaffiato che è in realtà il primo film nella storia del cinema interpretato da attori (i primi film di finzione sono le pantomime disegnate da Émile Reynaud). Pochi giorni dopo, il 6 gennaio 1896, i due fratelli presentarono un altro film rimasto celebre, L'arrivo di un treno alla stazione di La Ciotat, che con ogni probabilità impressionò gli spettatori, anche se tali riscontri non sono completamente attendibili. Il Grand Café esiste ancora oggi, diventato anche un albergo con il nome "Le Café Lumière - Hôtel Scribe"; la sala cinematografica più antica al mondo tuttora in attività si trova sempre in Francia, ad Aniche: L'Idéal Cinéma-Jacques Tati, inaugurato il 26 gennaio 1902 e aperto al pubblico il 23 novembre 1905.

### Le prime sale cinematografiche
Dopo la proiezione al Salon Indien, il 28 dicembre 1895, si diffondono rapidamente le sale cinematografiche: nel solo 1896, vengono avviate proiezioni:
- in Francia: in una seconda sala a Parigi, ma anche a Lione, Bordeaux, Nizza e Marsiglia;
- in Gran Bretagna: a Londra;
- in Belgio: a Bruxelles;
- in Italia: a Roma, Milano, Napoli, Palermo, Genova, Venezia, Bologna, Forlì.

### Il kinetografo di Alberini
In contemporanea ai fratelli Lumière, nell'autunno del 1894 un fotografo impiegato nel reparto fonotecnico dell'Istituto Geografico Militare di Firenze, Filoteo Alberini, aveva già notato il Kinétoscope di Edison in funzione dentro un negozio di Piazza della Repubblica, che allora aveva la denominazione Piazza Vittorio Emanuele. Al rifiuto del negoziante di mostrargli il funzionamento dell'apparecchio torna a casa e decide di costruirsi per suo conto un apparecchio per la proiezione di immagini sul grande schermo di sua invenzione. Alberini non era nuovo a sperimentare novità: si era già guadagnato un riconoscimento per l'invenzione che facilita la riproduzione fotozincografica delle mappe nel campo della cartografia. In soli due mesi progetta, costruisce e sperimenta il kinetografo. Quindi si reca in Francia per mostrare i progetti ai fratelli Lumière, che ne rimangono impressionati; al rientro in Italia, però, intoppi burocratici impediscono ad Alberini di brevettare la sua invenzione in tempo per poterla presentare al pubblico: il Ministero dell'Industria e del Commercio rilascerà il brevetto soltanto nel dicembre 1895, proprio nel momento in cui i fratelli Lumière organizzano le prime proiezioni. Alberini non si dà per vinto e riesce comunque ad aprire una propria sala cinematografica, la Sala Reale Cinematografo Lumière, nel 1899, che tuttavia sarà costretto a chiudere già l'anno seguente, quando l'imprenditore Remondini aprì un'altra sala cinematografica attigua alla sua, il cinema Edison, sempre in Piazza Vittorio Emanuele
Thomas Edison comprese che la tecnica di proiezione su grande schermo Cinématographe rappresentava il punto d'arrivo del suo Kinétoscope. Il suo assistente più fidato, Laurie Dickson, passò alla concorrenza. Edison acquistò dall'inventore Francis Jenkins i diritti dell'apparecchio di proiezione brevettato nell'ottobre del 1895 sotto il nome di Phantascope, lo adatta con l'aiuto dell'ingegnere Thomas Armat e lo chiama Vitascope. Edison potrà quindi proiettare su grande schermo un grande numero di film realizzati con il kinetografo sin dal 1893. Charles-Émile Reynaud, dal canto suo, mantiene le proiezioni al Museo Grévin. Riesce ad attrarre circa mezzo milione di spettatori tra il 1892 e il 1900, che all'epoca rappresentava ancora un grande successo. Tuttavia, la concorrenza che si sviluppa intorno al Grand Café raggiunge direttamente anche lui, che da principio reagisce tentando un adattamento al suo apparecchio delle pellicole fotografiche. Ma le pellicole di Eastman sono in bianco e nero, e la loro colorazione effettuata con la vernice non soddisfa pienamente Reynaud con le delicate tinture a pastello dei suoi disegni animati. Al principio del XX secolo, Reynaud dichiarò la bancarotta. In preda alla disperazione, distrugge quasi tutti i suoi apparecchi - quelli che sopravvivono alla sua furia li rivende a prezzo stabilito dal peso del materiale - e gettò nella Senna quasi tutti i suoi disegni a colori fatti sulla celluloide. Oggi sopravvivono soltanto due sue creazioni, Autour d'une cabine e Pauvre Pierrot; dalla loro visione si comprende come la sua decisione abbia rappresentato una perdita irreparabile per la storia del cinema.

### Nascita di un'industria

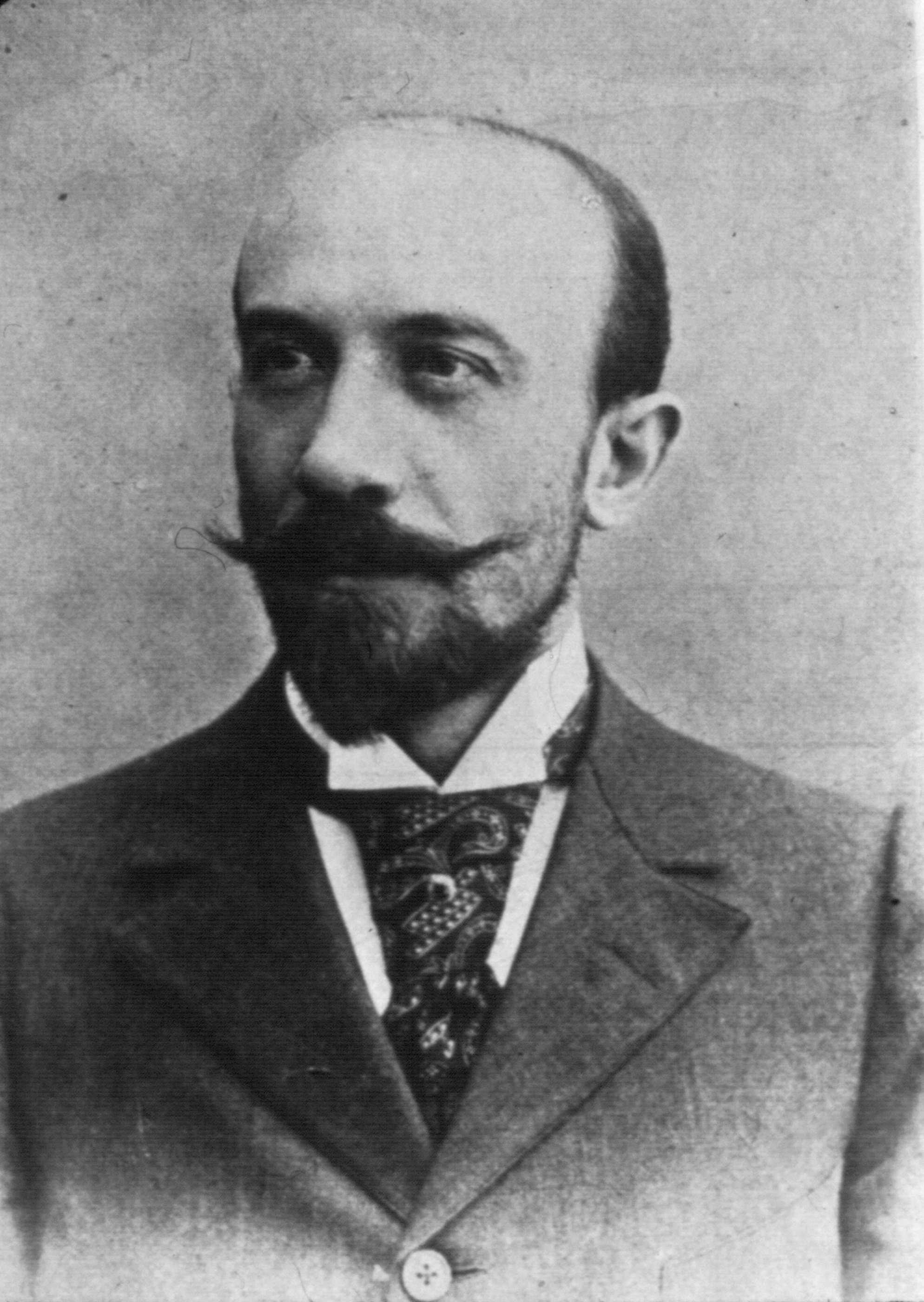
Georges Méliès nel 1890

Per variare le loro programmazioni, e soprattutto per vendere i loro film e l'apparecchio di proiezione, il Cinematografo, a persone benestanti, i fratelli Lumière alimentano i loro fondi commissionando "riprese dal vero" da operatori ingaggiati nel mondo intero. I più famosi tra loro, Charles Moisson, Gabriel Veyre, Alexandre Promio, Constant Girel, Francis Doublier e Félix Misguich registrano le pellicole a loro affidate attraverso un unico piano sequenza. Eccezionalmente, si fermano ai primi scricchiolii al fine di economizzare sulla preziosa pellicola Eastman e per salvare il film stesso al termine di una scena da loro considerata troppo lunga, riprendendo un po' più tardi la lavorazione creando due piani sovrapposti della medesima pellicola che viene poi tagliata e incollata eliminando i fotogrammi sovraesposti e perduti per spegnere e riavviare l'apparecchio di ripresa. All'epoca non si può ancora parlare di problemi di montaggio, piuttosto si tratta di una semplice riparazione.
Anche Georges Méliès, famoso illusionista, assiste a una delle prime proiezioni al Grand Café. Immagina subito come una parte dedicata alla proiezione di film possa arricchire il suo spettacolo al Théâtre Robert-Houdin che acquistò nel 1888. Alla fine della sessione, offre una cifra astronomica (in quel momento era all'apice della fama e della fortuna) per acquistare il brevetto con i diritti di sfruttamento del Cinématographe. Antoine Lumière rifiutò bonariamente dicendogli: «Giovanotto, io non vi voglio rovinare, questo apparecchio ha valore soltanto scientifico, non avrà futuro nel mondo dello spettacolo».

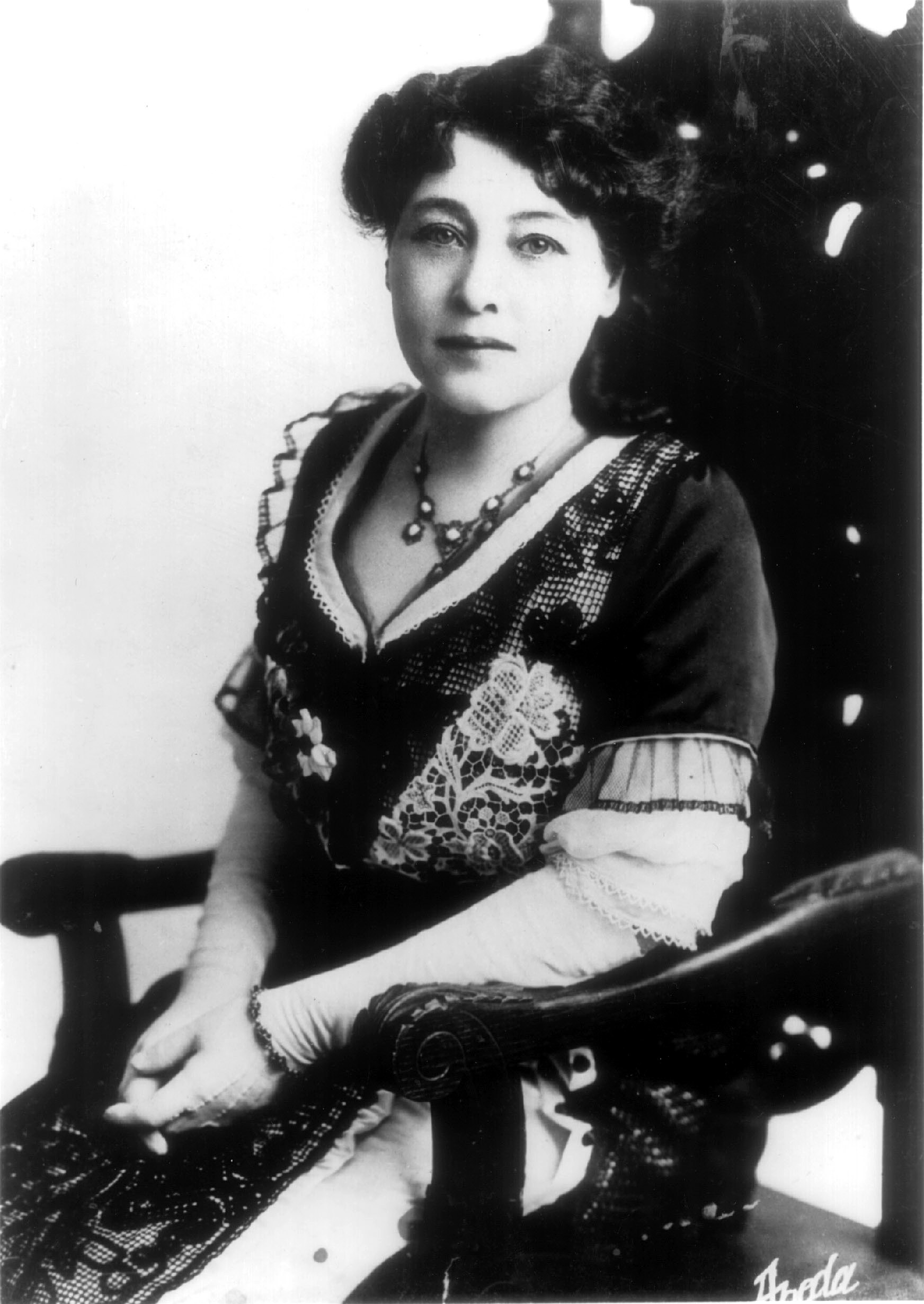
Alice Guy in una fotografia di fine Ottocento

Dopo il cortese rifiuto di Antoine Lumière, Georges Méliès non si dà per vinto, non è nel suo stile. Si rivolge a due suoi amici inglesi, Birt Acres e Robert William Paul, inventori della camera Kinetic che svilupparono all'incirca negli stessi anni del Cinématographe dei fratelli Lumière. Robert William Paul si è costruito una solida reputazione in Inghilterra imitando il Kinetoscopio di Edison. Questa volta fornisce a Méliès una camera costruita in un solo esemplare. Resta al francese il compito di farla funzionare attraverso l'acquisto di pellicola. Riesce a procurarsi in Inghilterra uno stock di pellicola Eastman vergine da 70 mm e si lancia in due operazioni tecniche considerate pericolose: si procura un apparecchio per tagliare la preziosa pellicola in due nastri da 35 mm, quindi attraverso un'altra macchina di sua invenzione crea una fila di perforazioni rettangolari su ciascun bordo della pellicola, che è così pronta per essere impressionata.
Nel frattempo Léon Gaumont, un industriale che vende materiale e forniture per la fotografia, che ha portato la pellicola fotografica al formato da 60 mm insieme a Georges Demenÿ, offre un catalogo ben fornito di bobine di pellicola a 35 mm. Alice Guy, originariamente segretaria di Gaumont, dopo aver sperimentato con la pellicola al di fuori delle ore di lavoro, grazie al successo delle scenette da lei realizzate convince Gaumont ad affidarle l'incarico di dirigere il dipartimento di produzione della compagnia. Alice Guy è considerata la realizzatrice del primo film di narrazione della storia del cinema. Prima donna cineasta del mondo, realizza oltre 400 film per Gaumont, tra i quali una Passione (di Gesù) che segna l'inizio dei film a tematica religiosa sul mercato delle sale cinematografiche, beneficiando di uno scenario famoso come la Via Crucis. Questo film denota inoltre l'introduzione degli scenari e delle comparse nelle riprese cinematografiche.
Un nuovo arrivato nella corsa al successo è Charles Pathé, il quale attraverso i guadagni derivati dalla proiezione di film decide di inviare diversi operatori in tutto il mondo, seguendo l'esempio di Louis Lumière, per filmare anch'esso scenari naturali, ancora sotto forma di bobine di pellicola impressionabili in un solo piano sequenza. In breve tempo, con l'aiuto dei suoi fratelli, la sua società, la Pathé-Cinéma, diventa potente come le più grandi compagnie americane, la Edison Studios o la Vitagraph Company.

### Nascita di un linguaggio

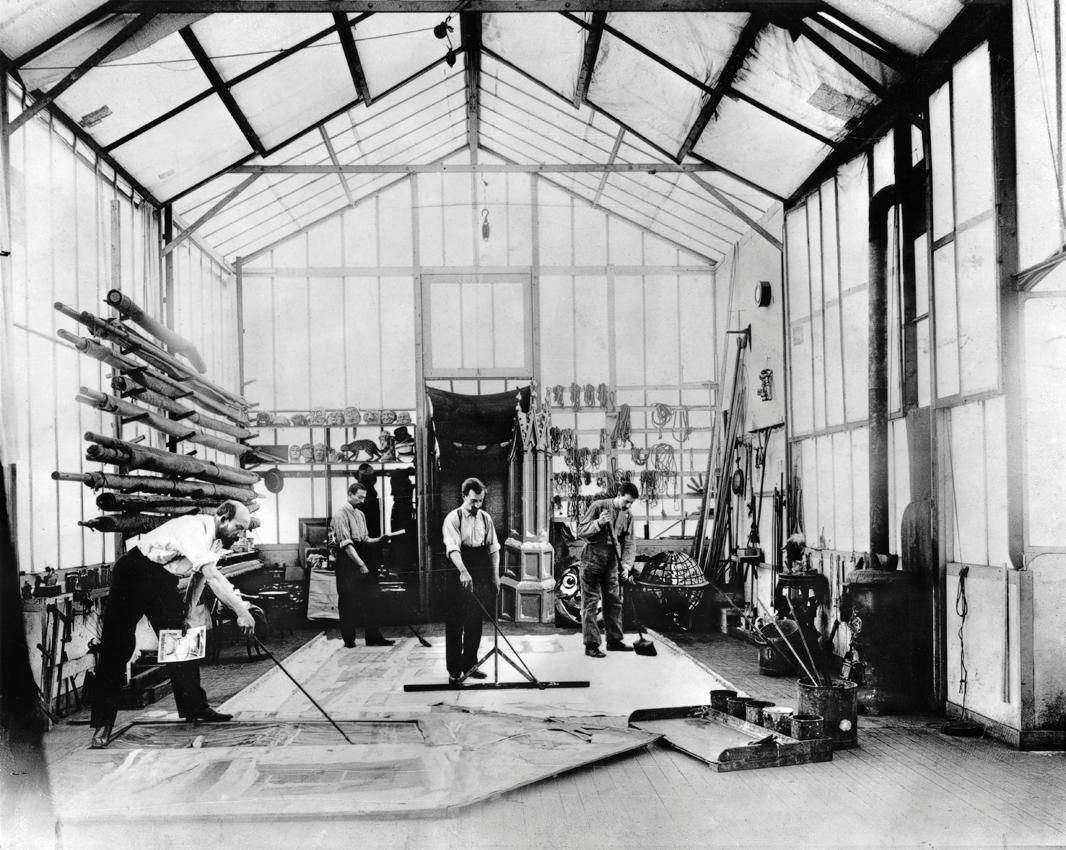
Lo studio di Méliès, lo Star Film di Montreuil, era completamente vitreo, al contrario della Black Maria. A sinistra: Méliès dipinge un elemento decorativo

Dal 1891 al 1900, e fino a pochi anni più tardi, i film vengono presentati sempre nel medesimo aspetto: una bobina di pellicola da 35 mm della lunghezza standard di 20 metri (65 piedi) sulla quale viene impressionato un unico piano sequenza comprendente un singolo fotogramma (un'inquadratura) che, in proiezione, dura meno di un minuto. Sono i cineasti britannici i primi a scoprire i vantaggi di quello che diventerà il découpage di taglio e in seguito il suo corollario, il montaggio. Lo storico del cinema Georges Sadoul li raggruppa sotto il nome di "Scuola di Brighton", riservando ai più meritevoli di loro una citazione: «Nel 1900 George Albert Smith e James Williamson erano ancora all'avanguardia dell'arte cinematografica». Nel loro Grammaire du cinéma, Marie-France Briselance e Jean-Claude Morin non esitarono a dichiarare: «Mentre William Kennedy Laurie Dickson, William Heise, Louis Lumière, Alexandre Promio, Alice Guy, Georges Méliès e, per farla breve, tutti gli inventori del cinema primitivo, non derogarono mai dall'abitudine di riprendere una sola volta la scenografia e l'azione con una sola inquadratura e un solo piano sequenza, George Albert Smith descrive una singola azione che si svolge nel medesimo posto adottando piani sequenza multipli interconnessi tra loro dalla sola logica visuale. È il primo esperimento di quello che poi si chiamerà découpage tecnico, ossia la differenza tra il piano scenico per l'azione e il tempo necessario per filmarla».

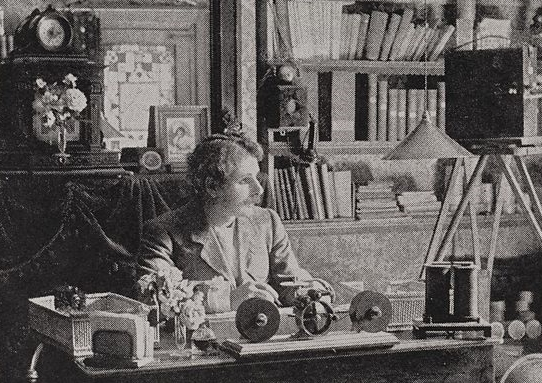
George Albert Smith nel 1900 (a destra si nota la sua camera di fronte a lui, sulla scrivania: la sua visuale soggettiva per il montaggio del film)

Realizzato da George Albert Smith nel 1900, il film Grandma's Reading Glass, (Le lenti della nonna). Questo film della durata di un minuto e venti secondi è basato su un soggetto abbastanza banale, come era consuetudine concepire all'epoca: un ragazzo utilizza la lente della nonna per osservare quanto accade intorno a lui. George Albert Smith alterna due piani sequenza. Un'inquadratura principale mostra il ragazzo con la nonna, occupata a rammendare. Il giovane prende la lente e la dirige verso un orologio, che è mostrato in primo piano attraverso un'apertura rotonda della lente. Il ragazzo cerca attorno a lui e punta la sua lente su un uccellino chiuso in gabbia. Primo piano del volatile attraverso un taglio di montaggio. Il ragazzo quindi si sposta con la lente verso la nonna: un primo piano piuttosto divertente mostra l'occhio destro della nonna che gira in tutte le direzioni, sempre visto attraverso un taglio di montaggio rotondo. Il ragazzo nota poi il gatto della nonna, nascosto dentro al cestino. Primo piano del gatto attraverso la lente. Il gatto sguscia fuori dal paniere e la nonna arretra smettendo di giocare col ragazzo. Questa successione di piani sequenza, legati dal medesimo racconto, inaugura la suddivisione in piani sequenza diversi di un film cinematografico, quello che oggi chiamiamo il montaggio classico, o più semplicemente montaggio. E questa sequenza logica, che è l'assemblaggio di tutti questi elementi filmati separatamente, verrà in seguito chiamata montaggio alternato. La scoperta sarà fondamentale e importante: in più, il film inaugura la soggettiva, dal momento che ciascun piano sequenza visto attraverso la lente è a livello soggettivo poiché segue lo sguardo del ragazzo. Alla nostra epoca i piani sequenza possono sembrare facili ed evidenti, quasi banali: ma nel 1900, rappresentò una rivoluzione.

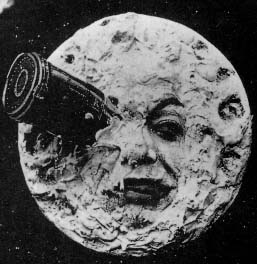
Il trucco più celebre di Méliès, l'astronave che entra nell'occhio della Luna in Le Voyage dans la lune (1902) considerato il capolavoro del suo cinema delle attrazioni nonché punto di partenza del cinema di fantascienza

Georges Méliès non comprese l'apporto essenziale fornito al cinema dagli autori della "Scuola di Brighton", e Le Voyage dans la lune che realizza nel 1902 è ancora, nonostante le sue molte trovate umoristiche, una sorta di tableaux alla maniera del "music-hall", per una durata di circa 13 minuti. Questa riserva permette di affermare che Méliès non è stato, contrariamente a quanto sostenuto, l'inventore del cinema come finzione, ma il suo apporto strettamente tecnico è considerevole per lo sviluppo di quello che allora era chiamato il cinema delle attrazioni: la ricchezza dei pionieristici effetti speciali come la doppia esposizione, la dissolvenza e l'arresto di ripresa, un processo quest'ultimo già sperimentato da William Heise e Alfred Clark, entrambi facenti parte dell'équipe di Edison che girò The Execution of Mary, Queen of Scots nel 1895. Però, mentre Heise utilizza soltanto una volta questo "trucco" di base (all'epoca ancora molto era da scoprire) Georges Méliès, dopo un primo tentativo riuscito nel 1896 (Escamotage d'une dame chez Robert-Houdin) adotta dissolvenza, doppia esposizione, arresto di ripresa e diverse altre invenzioni visive come la sovrimpressione sulle decine di film che girerà in seguito, con un senso di inventiva ogni volta rinnovato, dimostrando una destrezza ed esteriorità straordinarie, che stupisce ancora oggi tutti i professionisti del cinema.

## La maturazione: il cinema narrativo
Il cinema delle origini, detto "delle attrazioni mostrative", serviva per mostrare una storia che veniva necessariamente spiegata da un narratore o imbonitore presente in sala. Inoltre le storie erano spesso disorganizzate, anarchiche, più interessate a mostrare il movimento e gli effetti speciali che a narrare qualcosa. Solo il cinema inglese, legato alla tradizione del romanzo vittoriano, era più accurato nelle storie narrate, prive di salti temporali e di grosse incongruenze.
La nascita di un cinema che raccontasse storie da solo è strettamente legata ai cambiamenti sociali dei primi anni del Novecento: verso il 1906 il cinema viveva la sua prima crisi, per il calo di interesse del pubblico. La riscossa però fu possibile grazie alla creazione di grandi sale di proiezione a prezzi molto contenuti rivolte alla classe operaia, come svago economico e divertente. Nacquero così, soprattutto negli Stati Uniti e in Francia, i primi circuiti di sale.  La Fée aux Choux. (1896) della regista francese Alice Guy è considerato il primo film di narrazione e distribuito nei circuiti Gaumont. Nel Nord America i cosiddetti "nickelodeon", dove era impensabile usare una persona per spiegare le vicende del film, per questo i film iniziarono a essere intelligibili automaticamente, con contenuti più semplici ed espliciti e con le prime didascalie.
In Francia fiorì il cinema comico, soprattutto grazie ad autori come Max Linder e André Deed, conosciuto in patria con i soprannomi di Boireau e Gribouille e in Italia - dove girò molti film - come Cretinetti.

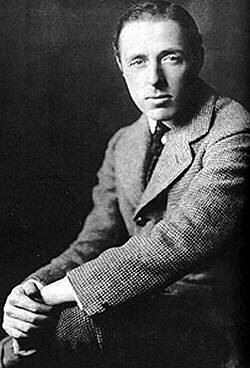
David Wark Griffith

Nel 1908 a David Wark Griffith, un autodidatta americano che cominciò la sua carriera come attore presso la Biograph, recitando in diversi film tra cui Rescued from an Eagle's Nest, della durata di 7 minuti, diretto da Edwin Stanton Porter, per il quale egli accettò d'improvvisarsi cascatore, venne affidata la direzione di un film di 13 minuti, The Adventures of Dollie. Le scoperte di George Albert Smith, e più generalmente della "Scuola di Brighton" aprivano immensi spazi creativi per i cineasti; intanto la durata dei piani sequenza nei film è variabile da 10 a 13 minuti, vale a dire una bobina di pellicola da 35 mm arriva alla lunghezza di 300 metri. Poi c'è la questione del numero di bobine, che possono essere anche due rispetto alla singola fino a ora utilizzata. The Adventures of Dollie è un film da una sola bobina e il soggetto, anche questa volta, è semplice: la figlia di una coppia benestante viene rapita da due zingari che vogliono vendicarsi del comportamento arrogante della madre della fanciulla. Il padre insegue e raggiunge i rapitori, ma nella roulotte non trovano traccia della ragazza. Per sviare le ricerche su di lei, uno dei rapitori la nasconde dietro a un barile che finisce nel fiume: viene portata via dalla corrente, verso una cascata, ma il barile s'incaglia in un meandro del fiume e viene notata da alcuni ragazzi che stanno pescando. I genitori, felici, la prendono in braccio per consolarla ma forse, per lei, la storia è stata soltanto un'avventura eccitante. Griffith accetta questo soggetto, nonostante l'apparente complessità realizzativa per via dei diversi luoghi e la simultaneità delle azioni, perché comprende - senza aver avuto alcuna esperienza in materia - come trattare questo tipo di azioni parallele.
Ciò non era ancora chiaro nel 1908. Questo è pertanto quello che cerca e riesce a Griffith sin dal suo primo film. Si uniscono piani sequenza che mostrano la famiglia benestante felicemente riunita a giocare a badminton con i piani sequenza della coppia di gitani presso il loro accampamento: l'uomo torna dal confronto umiliato e giurando alla compagna di vendicarsi. Poi l'uomo rientra alla casa della famiglia, approfitta di un attimo nel quale la bambina è sola per afferrarla e fuggire via mentre lei grida disperata. Arriva all'accampamento e mostra la figlia alla sua compagna che rimane sconvolta dall'accaduto; per questo motivo riceve molte percosse dal suo compagno. Davanti alla casa la famiglia constata la sparizione della loro figlioletta e il marito parte alla sua ricerca con alcuni suoi vicini. All'accampamento, lo zingaro racchiude la fanciulla in un barile e la chiude. Il padre e i vicini di casa, furiosi, cercano la ragazza in ogni luogo senza pensare nemmeno di guardare dentro al barile. Essi possono soltanto ritirarsi, sconfitti, permettendo alla coppia di zingari di lasciare il campo anzitempo. La loro roulotte parte al galoppo e attraversa un fiume, il barile si stacca e viene trascinato dalla corrente. Davanti al loro giardino la coppia benestante è in preda alla disperazione per le loro lunghe ricerche rimaste senza esito. La tecnica, nuova per l'epoca, di piani sequenza multipli mostrano il barile che viene trascinato dalle acque e il movimento di una canna da pesca che attraversa il corso del fiume costeggiando una piccola cascata. Davanti alla casa, un giovane che pesca, all'improvviso s'immobilizza sopra l'erba: richiama suo padre che porge l'orecchio al barile, ascoltando quelle che gli sembrano urla. Lascia la canna da pesca e apre il barile liberando la piccola: la famiglia è infine riunita gioiosamente.
Questa divisione multipla è ispirata dalla nuova tecnica: Griffith infatti, sebbene non avesse mai frequentato l'Università, da qui in avanti la coltiverà sempre, ulteriormente perfezionandola. Tra i tanti mestieri ai quali si adattò per vivere, fece anche il venditore di libri: e come Edison, legge molto. Egli conosce della tecnica del romanziere il dono dell'ubiquità per mettere in parallelo due o più azioni che si svolgono nel medesimo tempo. Griffith ritiene che i piani sequenza permettono allo stesso modo di passare da un'azione ferma in un determinato ambiente a un'altra azione simultanea che si svolge in un contesto del tutto diverso, avendo inoltre la possibilità di passare indifferentemente al precedente come al successivo scenario, passando da un'azione all'altra - sarà in seguito chiamato montaggio parallelo - che non rappresenta una trovata fine a sé stessa ma ricercato, simile alla dicotomia e già previsto a seguito della scrittura della successione delle scene - la futura sceneggiatura - fornita ai componenti della troupe prima di girare le riprese. È questa possibilità di tagliare o integrare le sequenze girate che da ora in poi consentirà ai cineasti di realizzare storie sempre più lunghe e complesse, mettendo in azione molti personaggi alle prese con situazioni diverse ma riguardanti la medesima storia. Griffith apre così la strada ai futuri lungometraggi. Le sale cinematografiche sono sempre più affollate e i film diventano sempre più lunghi: dalle due bobine si passa a quattro, sei, ma anche di più, portando una ventata d'aria nuova allo spettacolo del cinematografo, che aumenta considerevolmente prima della Grande Guerra (1914-1918) e che ricomincia di nuovo dopo l'armistizio.
Nascita di una nazione (1915) dell'americano David W. Griffith è da molti considerato il primo vero film in senso moderno in quanto tenta di codificare una nuova "grammatica". Secondo altri critici (soprattutto europei) è Cabiria, Colossal italiano del 1914 diretto da Giovanni Pastrone a essere considerato il punto più alto di quegli anni e un modello di narrazione (nonostante le aspre critiche alle didascalie di Gabriele D'Annunzio), fotografia, scenografia, effetti speciali e durata. D'altra parte anche la definizione stessa di cinema narrativo va a sovrapporsi in questo e molti altri casi alle definizioni (su cui ancora si dibatte) di film storico totale (Nascita di una nazione), storico (Quo Vadis?), in costume (Cabiria).
Va in quegli anni anche a delinearsi una corrente, fino alla fine del cinema muto, che vede nell'inserimento delle didascalie una "sporcatura". L'arte del cinema narrativo pura è spesso rapportata al numero di inserti testuali; meno sono, più il film è intelligibile e ben costruito. In questo caso sono da considerare come capolavori assoluti i film successivi soprattutto espressionisti tedeschi e russi come Aurora, La lettera, La madre.

## La prima guerra mondiale e le sue conseguenze

### Il cinema classico
Dal 1917 in poi, si impone il concetto di film come racconto, come romanzo visivo: lo spettatore viene portato al centro del film e vi partecipa con l'immaginazione, esattamente nello stesso modo in cui, leggendo un libro, si ricostruiscono con l'immaginazione tutti i dettagli non scritti delle vicende narrate. E, come nella narrativa, iniziano a emergere anche nel cinema dei generi ben precisi: l'avventura, il giallo, la commedia, etc., tutti caratterizzati da regole stilistiche ben precise da seguire.
Questo salto qualitativo è reso possibile dall'evolversi delle tecniche del montaggio, le quali, con il montaggio alternato, il montaggio analitico e il montaggio contiguo, permettono di saltare da una scena all'altra e da un punto di vista all'altro, senza che il pubblico resti disorientato dal cambio d'inquadratura, rendendo quindi le storie molto più avvincenti e diminuendo i momenti di pausa narrativa; tutto questo senza introdurre salti troppo bruschi fra le scene. Il cinema americano capisce subito quanto siano importanti la dinamicità e la rapidità, tant'è vero che già verso la fine degli anni trenta un film americano contiene in media 600-700 inquadrature, circa il triplo della media di vent'anni prima.
Tutte queste "regole del buon montaggio" verranno prescritte nel Codice Hays, codici necessari per l'accettazione delle pellicole da parte degli studios.
Intanto, il cinema affermava sempre più la sua importanza come mezzo di comunicazione di massa. Persino papa Pio XI volle intervenire nel dibattito sull'utilità del cinema con l'enciclica Vigilanti cura del 29 giugno 1936, sostenendo che gli spettacoli cinematografici non devono «servire soltanto a passare il tempo», ma «possono e debbono illuminare gli spettatori e positivamente indirizzarli al bene»

### Il cinema muto hollywoodiano

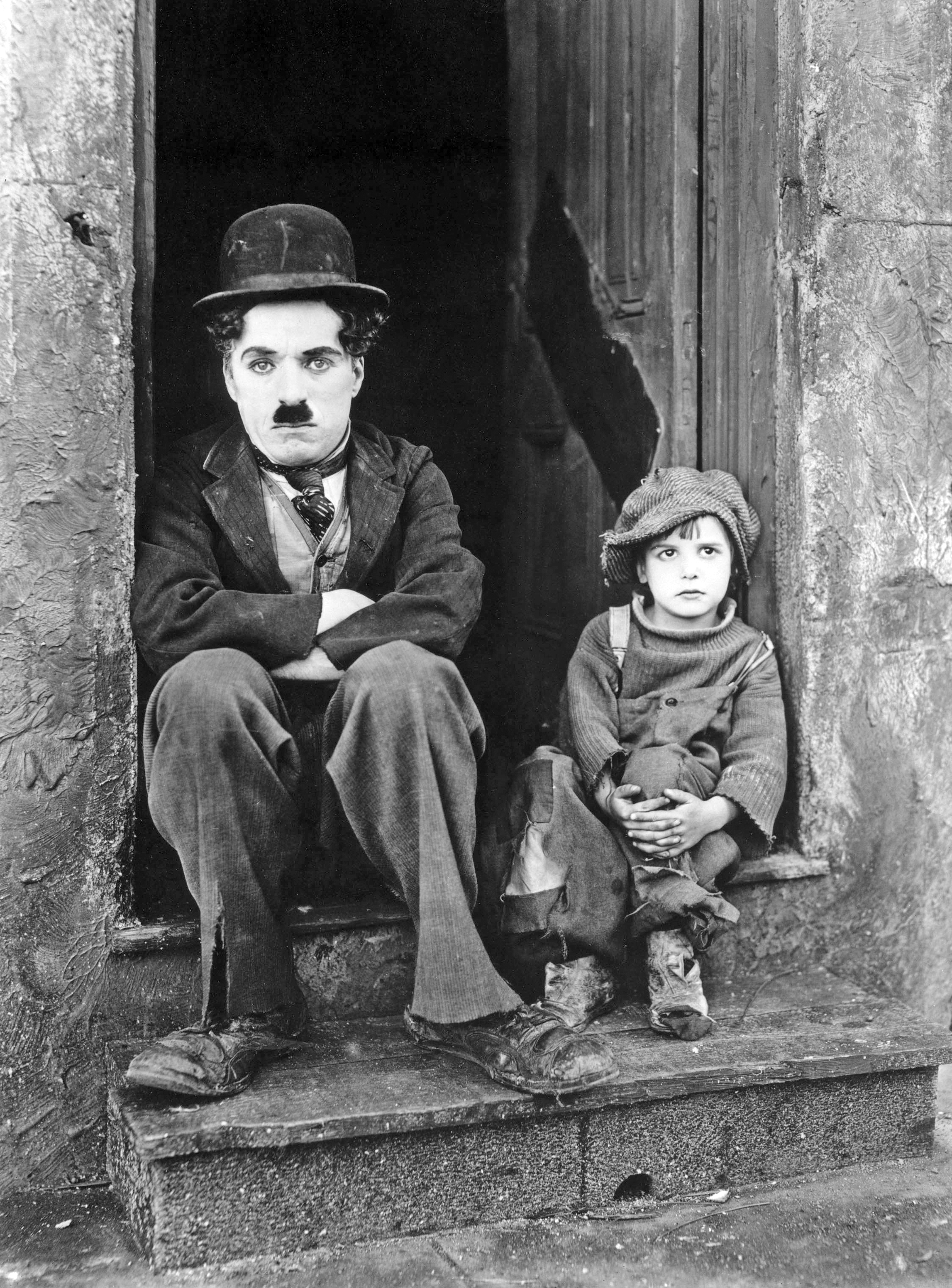
Charlie Chaplin e il piccolo Jackie Coogan

Con i primi grandi successi del cinema muto, fu presto chiaro che la produzione di film poteva essere un affare favoloso, tale da giustificare anche l'investimento di forti somme di denaro: un film che ha successo ripaga di molte volte i costi per crearlo e distribuirlo. D'altra parte sono soldi buttati se non incontra i gusti del pubblico.
Quando fu chiaro ai produttori che la gente si affezionava agli attori che vedeva sullo schermo, da una parte favorirono questo attaccamento promuovendo pubblicamente gli artisti che avevano dimostrato di piacere agli spettatori, per renderli ancora più popolari, e dall'altra iniziarono a pagare loro una parte consistente di questi profitti pur di ingaggiarli anche per i film successivi: gli attori cinematografici di successo iniziarono a guadagnare cifre inaudite e nacquero così i primi divi, le prime stelle.
Gli editori radiofonici e giornalistici, dal canto loro, furono ben felici di poter attingere ad argomenti nuovi e di sicuro interesse per i loro lettori: il successo si alimentò da solo e diede inizio all'insieme di attività di promozione detto star system, che non veicolò soltanto i singoli artisti ma anche il loro elevato tenore di vita.
Il fatto che un attore cinematografico non dovesse avere (in apparenza) altre doti che piacere al pubblico, e che la nascente industria cinematografica cercasse costantemente nuovi attori e pagasse loro delle vere fortune (ma solo a chi sfondava), e la fama enorme di cui godevano che poteva arrivare all'idolatria (uno su tutti: Rodolfo Valentino), rese il mestiere di attore del cinema un sogno, un miraggio che catturò la fantasia delle masse: tutti volevano diventare attori.
Nella calda e assolata Los Angeles, in California, verso la fine degli anni dieci si riuniscono affaristi desiderosi di investire nel cinema e registi che alla caotica New York preferiscono il clima mite della cittadina californiana per girare pellicole. Nei primi anni venti Los Angeles continua a svilupparsi nel campo industriale e agricolo, e in breve tempo nella zona si riuniscono una serie di case di produzioni cinematografiche, dalla Universal alla MGM, e così nasce Hollywood, e l'area mitica che tutt'oggi la circonda.
In breve tempo il cinema diventa un vero e proprio prodotto commerciale: attori e attrici ricoprono le immagini delle riviste e vengono visti dal pubblico quasi come fossero delle divinità (si pensi a Mary Pickford, Rodolfo Valentino e Douglas Fairbanks); registi come David W. Griffith e Cecil B. DeMille alternano prodotti artistici ad altri comandati dagli Studios. E Charlie Chaplin, indipendente sia come artista sia come produttore, realizza le sue comiche prendendosi gioco della società.

### Il cinema muto d'avanguardia europeo
Mentre negli Stati Uniti si sviluppava un cinema narrativo classico, destinato a un pubblico vasto, in Europa le avanguardie artistiche svilupparono tutta una serie di film sperimentali che, sebbene limitati nel numero e nella reale diffusione, furono molto importanti per il cinema successivo. Tra gli autori più importanti ci furono l'italiano Anton Giulio Bragaglia, gli spagnoli Luis Buñuel e Salvador Dalí, i russi Dziga Vertov e lo stesso Sergej Ėjzenštejn, i francesi René Clair e Fernand Léger, il danese Carl Theodor Dreyer.
Un discorso a parte merita la Germania, dove la presenza di alcuni tra i migliori registi, attori, sceneggiatori e fotografi dell'epoca permise la creazione di opere innovative ma anche apprezzate dal pubblico, oltre che capisaldi del cinema mondiale. I tre filoni principali in Germania furono l'espressionismo, il Kammerspiel e la Nuova oggettività. Tra i registi più famosi vanno segnalati almeno Friedrich Wilhelm Murnau (Nosferatu il vampiro, 1922), Georg Wilhelm Pabst, Fritz Lang (Metropolis, 1927) e Robert Wiene (Il gabinetto del dottor Caligari, 1920).

### Il cinema hollywoodiano nell'era del suono

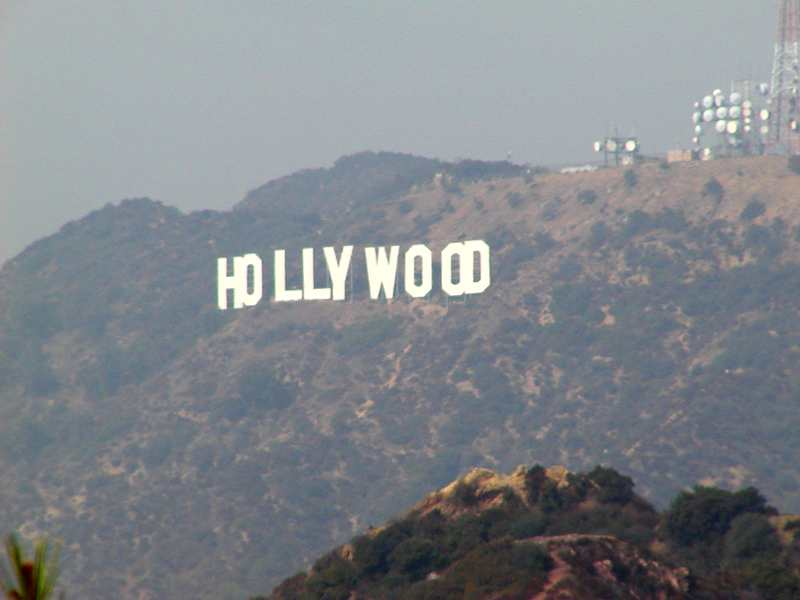
La famosa insegna di Hollywood

Negli anni trenta nasce lo studio system: gli Studios comandano a bacchetta le star, e pur esaltandone l'immagine (si pensi a Greta Garbo e Clark Gable), tendono a intrappolarli in personaggi stereotipati. Si parlerà del "periodo d'oro del cinema". Intanto generi come la commedia e il dramma romantico impazzano, ma in seguito alla Grande depressione si faranno strada generi più realistici e socialmente critici, come il "gangster-movie" e il noir, genere quest'ultimo sviluppatosi maggiormente durante la seconda guerra mondiale. Ma in questo decennio è il musical scacciapensieri a far da padrone, con Fred Astaire e Ginger Rogers che allietano spettatori desiderosi di evasione. Parte verso la fine del decennio inoltre la rivoluzione del technicolor, ovvero dei film a colori, come il celeberrimo Via col vento di Victor Fleming.

### Il cinema e l'est Europa
Il cinema dell'est Europa ha avuto un rapido sviluppo tra anni '20 e '30 soprattutto grazie ai capolavori dei russi Sergej Michajlovič Ėjzenštejn, Dziga Vertov, Vsevolod Pudovkin e Aleksandr Dovženko. I film di quegli anni davano un'esasperata e continua immagine del benessere del governo bolscevico, immagine talvolta falsa e imposta dalla censura sovietica. Se da un lato Ėjzenštejn sforna film sulla rivoluzione russa o su personaggi storici russi, dall'altro altri registi quali Pudovkin e Dovženko girano film riguardanti il benessere e la felicità delle famiglie nelle campagne russe o film su imprese compiute da Stalin.

## Avvento del sonoro

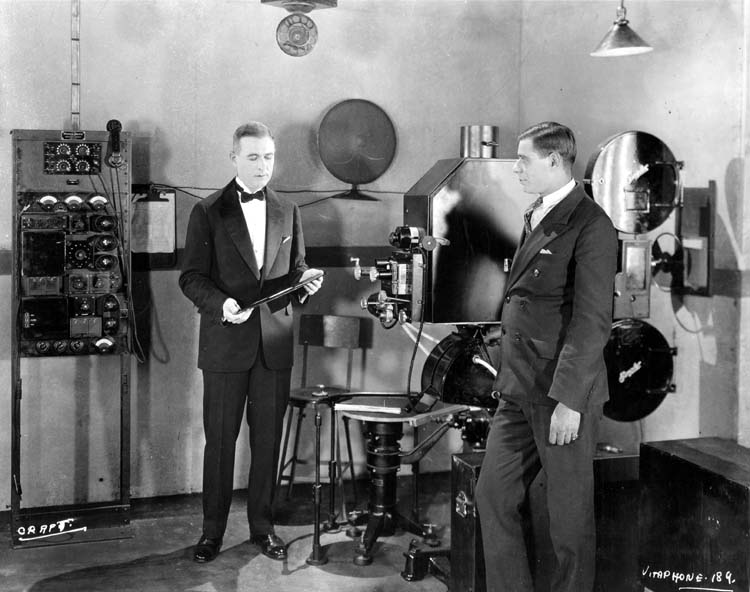
L'ingegner E.B. Craft (a destra) in una dimostrazione del Vitaphone Sound della Western Electric (1926). A sinistra un assistente ha in mano un disco con la colonna sonora da riprodurre in sincronia con le immagini

Nel 1892 Charles-Émile Reynaud fa accompagnare le proiezioni del suo Théâtre Optique da un pianista, Gaston Paulin, che compose, espressamente per i suoi film, delle musiche originali. Possiamo affermare che queste sono le prime colonne sonore del cinema. Reynaud fu il primo a comprendere che le sue Pantomime luminose vedevano la loro forza evocatrice decuplicata dalla commistione con la musica, tanto da assicurare un continuum sonoro creato apposta per coprire i rumori causati dal movimento della pellicola nell'apparecchio di proiezione. Ai giorni nostri il compositore della colonna sonora di un film è considerato a tutti gli effetti, alla luce dei diritti d'autore relativi alla proiezione sul grande schermo e sul supporto domestico del film, come uno degli autori, come il régisseur o regista (termine che ai tempi di Reynaud era sconosciuto; si inizierà a utilizzarlo in senso artistico solo a partire dagli anni venti del XX secolo, spesso accreditato erroneamente come l'unico autore), i soggettisti, gli sceneggiatori, eventualmente i dialoghisti e poi andando avanti con gli anni e dalla sempre più cospicua diffusione dei titoli di testa e di coda della pellicola il montatore, l'operatore di ripresa, gli addetti alla produzione, agli addetti al reparto scenografia e costumi con truccatore, parrucchiera e qualche volta la sarta, fino al fotografo di scena, i macchinisti e gli elettricisti, oltre naturalmente agli attori che vi compaiono.
Le proiezioni dei film a 35 mm sul supporto fotografico, da quell'esempio pionieristico vengono accompagnati da uno strumentista (sovente un pianista fornisce l'accompagnamento di base) oppure molti strumentisti, fino ad arrivare a piccole formazioni di musica da camera nei locali cinematografici posti nei quartieri abbienti, i quali improvvisavano senza alcuna partitura nel corso di quelle prime proiezioni; osservando come si svolgeva la storia narrata, suonavano effetti sonori particolari per sottolineare i cambi d'atmosfera e d'umore dei personaggi. Questi strumentisti, singoli o in formazione, venivano affittati o venduti insieme alla pellicola del film, in modo da poterlo seguire ripetendo l'accompagnamento sonoro in altri locali magari con più efficacia. Esistevano anche motivi più pratici al riguardo su questa decisione; a causa del fatto che gli apparati di riproduzione della pellicola erano attivati manualmente dall'operatore con la manovella, la velocità variava non soltanto per ogni pellicola, ma addirittura da una scena all'altra dello stesso film: nel prezzo erano inclusi anche una serie di accessori considerati necessari durante la proiezione.

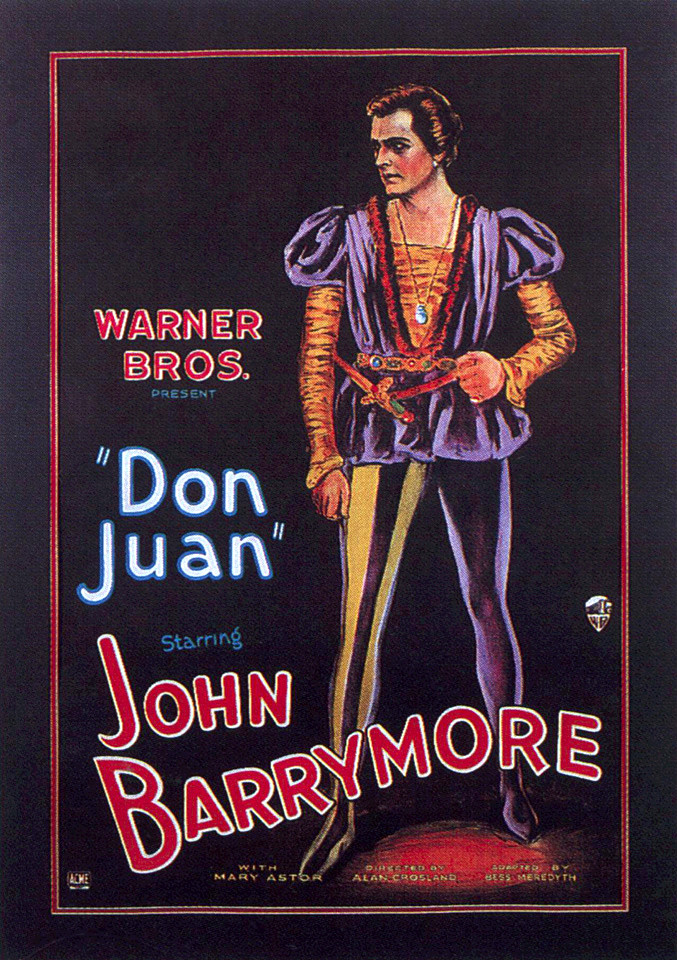
John Barrymore nel manifesto di Don Juan prodotto dai fratelli Warner (1926), primo esperimento del cinema sonoro, con qualche dialogo parlato e diversi brani di musica classica

I primi pionieristici esperimenti di sonorizzazione della pellicola cinematografica avvengono in Italia, e precisamente a Pisa, dove nel 1906 (l'anno successivo alla presentazione del primo film a soggetto italiano, La presa di Roma di Filoteo Alberini) il professore Pietro Pierini dell'Università di Pisa, brevettò il suo sistema sotto l'egida dalla "Fabbrica Pisana di Pellicole Parlate" sotto la dizione "Sistema elettrico per sincronismo di movimenti" e, dopo averne migliorato il funzionamento, come "Isosincronizzatore". Tale sistema venne presentato il 19 ottobre 1906 nel più antico cinema italiano ancora in esercizio, inaugurato il 15 dicembre 1905 e realizzato dall'architetto Luigi Bellincioni sul retro di Palazzo Agostini, il Cinema Lumière. Non ebbe però grandissima fortuna: la "Fabbrica Pisana di Pellicole Parlate" chiuderà i battenti nel 1919. «Bisogna attendere il 1924 quando la Western Electric sviluppa negli Stati Uniti, in collaborazione con la Bell Telephone Laboratories, un sistema di sincronizzazione, il Vitaphone, che ripete il processo di masterizzazione del disco. Gli ingegneri della Western Electric hanno dotato l'apparecchio di proiezione e il fonografo di motori elettrici sincronizzati che guidano le due macchine alla stessa velocità». Questa volta il sincrono del suono con l'immagine è perfetto dal principio alla fine. Ma le riluttanze a questa ennesima novità da parte degli strumentisti (alcuni di loro erano diventati nel frattempo grandi nel loro mestiere e si facevano pagare cifre cospicue) li lascia con diversi brutti ricordi: il matrimonio tra disco e film inoltre ha un impatto piuttosto negativo con il pubblico, che spesso protesta ridendo fragorosamente; capita sovente addirittura la richiesta di interrompere la proiezione del film, e non di rado ciò avviene.
I debiti cominciano a diventare pesanti, e la Western Electric sta pensando di abbandonare il sistema, ma un'opportunità inattesa si presenta nel 1926. Quattro fratelli, che per molti anni hanno organizzato proiezioni itineranti, acquistano un teatro a Manhattan ed equipaggiandolo con il procedimento sonoro della Vitaphone, spendono i loro ultimi denari in una scommessa che sembrava, agli occhi dei loro contemporanei, perduta. Harry, Albert, Sam e Jack Warner producono un film della durata di tre ore, Don Juan (in Italia sarà intitolato Don Giovanni e Lucrezia Borgia) diretto da Alan Crosland con protagonista la star del momento, John Barrymore, ancora sotto contratto con loro. Il film comprende qualche raro dialogo parlato, ma soprattutto una selezione di brani noti di musica classica, arrangiati per conferire al film una parvenza di continuità. Oggi possiamo dire che questo fu il primo esperimento riuscito del cinema sonoro, con la commistione tra immagini e suoni registrati. Stavolta il binomio tra musica incisa su disco e la pellicola da 35 mm funziona senza incidenti di sorta. Il pubblico, composto ancora una volta da persone agiate, assiste alle proiezioni riservando al film un'accoglienza calorosa, ma Don Juan non rientra nelle spese di produzione sostenute: i posti a sedere sono troppo costosi per attrarre il pubblico popolare, che anche all'epoca ricercava un altro tipo di musica.

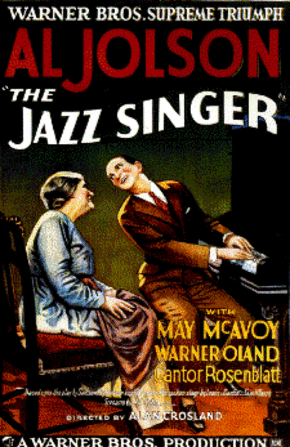
Eugenie Besserer e Al Jolson nel film The jazz singer (1927), uno dei primi film sonori, considerato a torto come il primo film parlato. Da notare l'insegna posta in alto, che recita: "Il trionfo supremo della Warner Bros."

I fratelli Warner allora hanno l'idea di filmare un cantante di cabaret all'epoca molto popolare, Al Jolson, un bianco truccato in maniera da sembrare un uomo di colore. In quel momento sta girando un film di una sola bobina, Une scène dans la plantation. Il pubblico popolare si dimostra entusiasta, non solo quando Al Jolson canta brani blues ma anche quando parla guardando direttamente l'obiettivo della camera; la gente si dimostra ammirata come se stesse assistendo a una sua performance dal vivo. I quattro fratelli assistono alla scena e si affrettano a raddoppiargli il compenso; nel 1927 producono un lungometraggio della durata di un'ora e mezzo, il famoso The jazz singer, (in Italia uscirà nel 1929 col titolo Il cantante di jazz) sempre diretto da Alan Crosland, che esce il 5 ottobre di quell'anno e riscuote un clamoroso successo. È un errore sostenere che questo sia il primo film sonoro o parlato. Sostiene infatti Sadoul: «The jazz singer è un film muto nel quale era stato inserito qualche dialogo e alcuni numeri di canto. Il primo film "parlato al 100%" (per usare il linguaggio dell'epoca): Lights of New York, venne prodotto soltanto nel 1928».
In effetti, nessuno dei dialoghi del film The jazz singer venne registrato, le battute degli attori del film sono tutte scritte attraverso delle didascalie, come nella tradizione del cinema muto. Solamente le nove canzoni interpretate da Al Jolson e le frasi che pronuncia tra due brevi pause, sono realmente registrate. Anche la frase d'esordio del film, citata da tutti erroneamente come la prima frase pronunciata sullo schermo, «Aspettate un momento, aspettate un momento, non avete ancora sentito niente!» che sembra sia stata inserita ad arte, in realtà venne pronunciata perché si era cominciato a registrare con i dischi della Vitaphone prima che il tecnico dell'audio fosse completamente pronto con i microfoni. Questo deve essere dunque considerato piuttosto come uno dei primi film cantati, insieme a Don Juan e Une scène dans la plantation. Una cosa è certa: si trattò di un autentico trionfo (ribadito anche sulla locandina originale) che in pratica fa terminare l'era del cinema muto, anche se si continuerà ancora per qualche tempo a produrre film con questo sistema (tale appellativo, all'epoca, non era ancora noto) e lancia immediatamente la Warner Bros. Pictures come uno dei pilastri dell'industria cinematografica statunitense di Hollywood.
Rafforzato da questo successo, il sistema Vitaphone con il disco e la pellicola si diffonde rapidamente in tutte le sale cinematografiche. Ma la tecnica fa un ulteriore passo in avanti: la Fox Film Corporation inaugura una nuova banda sonora, la Movietone. Quella che oggi viene chiamata la "banda ottica" viene intercalata entro una fila di perforazioni e il bordo della cornice di pellicola in simultanea con i fotogrammi, sfruttando la parte utile dell'immagine. Anche la Radio Corporation of America (RCA) lancia una tecnica dal rendimento sonoro migliore, soprannominata "a densità variabile" (solamente per il bianco e nero). Altre tecniche vengono sperimentate negli Stati Uniti d'America e numerose società nate nel corso degli anni venti approfittano della popolarità acquisita dal cinematografo quotandosi in Borsa. La domanda sempre più pressante di film sonori e parlati cambierà per sempre l'industria cinematografica. Per realizzare delle riprese sonore soddisfacenti, soprattutto in esterni ma anche negli studi di posa, molti registi sono obbligati a introdurre la regola del silenzio durante i ciak battuti; da lì nasce la popolare affermazione «Silenzio, si gira!».

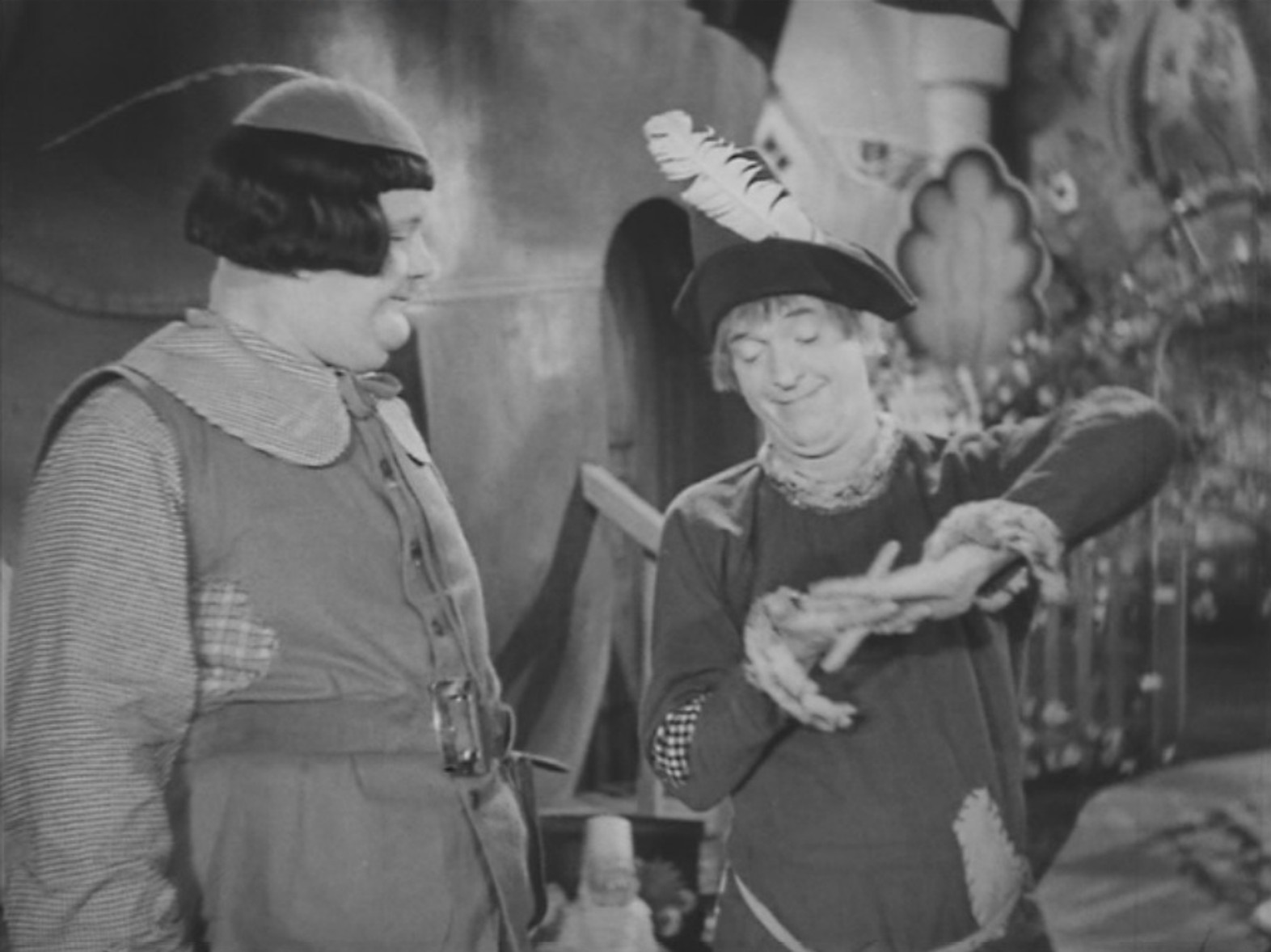
Laurel e Hardy

Durante i decenni seguenti di esistenza del cinema, la registrazione e riproduzione della banda sonora passa attraverso numerose tappe di miglioramenti tecnici: il suono stereofonico inventato nel 1931, il suono magnetico inventato nel 1935 e di largo uso a partire dagli anni cinquanta, le riduzioni dei rumori di fondo come il più famoso Dolby System inventato nel 1975, fino al suono digitale dei giorni nostri. Inizialmente, il suono venne registrato in presa diretta direttamente sulla pellicola utilizzando un sistema analogo - ma all'inverso - a quello usato poi per la riproduzione: un microfono riceveva i suoni dall'esterno e, mediante un opportuno trasduttore, lo trasformava in variazioni di intensità luminosa di una lampada che andava ad impressionare la fascia di pellicola che le scorreva davanti. Successivi affinamenti tecnici porteranno alla realizzazione di tracce sonore riportate sulle stampe della pellicola al momento della realizzazione delle copie in positivo. In questo modo sarà possibile mescolare voci e musica, eseguire il doppiaggio, creare la necessaria fluidità del commento sonoro a montaggio avvenuto, escludendo tutti i disturbi e i problemi legati alla presa di suono in diretta.

## L'apporto del colore
Charles-Émile Reynaud fu il primo a utilizzare il colore per le sue Pantomime luminose, proiettate al Museo Grévin dal 1892. Immagine per immagine, egli dipinse a mano e applicò le sue tinture a pastello direttamente sulla pellicola Eastman di 70 mm di larghezza, che fece di lui il primo realizzatore di disegni animati. Due anni dopo, nel 1894, uno dei film prodotti da Thomas Edison e realizzati da Laurie Dickson venne colorato anch'esso a mano, stavolta con la tintura di anilina, fotogramma per fotogramma, da Antonia Dickson, la sorella del primo realizzatore di film. È la Serpentine Dance (in italiano La Danza della Farfalla) un film molto breve della durata di una ventina di secondi, dove la danzatrice Annabelle Moore compie delle giravolte con effetti deformanti alla maniera di Loïe Fuller. L'effetto è completamente riuscito, e affascina ancora oggi. Questa è la prima apparizione del colore applicato a una ripresa fotografica animata originariamente in bianco e nero.
Nel 1906, l'americano James Stuart Blackton registra su pellicola da 35 mm come una macchina fotografica, fotogramma dopo fotogramma, grazie a quello che viene nominato il «giro di manovella» (un «procedimento che viene chiamato in Francia "piano americano", ancora sconosciuto in Europa») un film per la Vitagraph Company. È il primo cartone animato su pellicola a 35 mm della storia del cinema, chiamato Humorous Phases of Funny Faces dove vediamo, tracciate con il gesso bianco su uno sfondo nero, una giovane coppia di fidanzati diventare attraverso il disegno più vecchia e imbruttita; il marito fuma un grosso sigaro asfissiando con le boccate la sua sposa che risponde con le smorfie prima di sparire in una nuvola di fumo. La mano del disegnatore al termine cancella tutto. Persino lui stesso è animato. È divertente, ma in questo caso il colore è ancora assente.

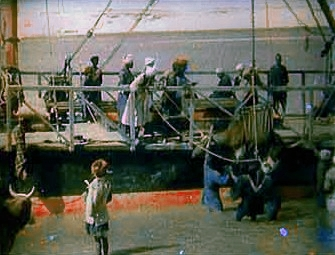
Una scena di Un rêve en coleur (1911) girato in Kinemacolor

Il contributo del colore nel cinema passò per i primi decenni attraverso due soluzioni. La prima è a buon mercato ma limitata, però ne viene riconosciuta l'attrazione. Consiste in un bagno per immersione delle copie destinate alla proiezione in uno speciale colorante trasparente che dona a ciascuna copia una luce del tutto particolare. Una bobina che mostra una bagnante al mare è tinta di verde. Una scena di forgiatura o d'incendio sono tinte di rosso. Il blu è utilizzato per le regate sull'acqua, il giallo accompagna una migrazione attraverso il deserto, e così via. La seconda è la colorazione a mano di ciascuno dei fotogrammi, con l'aiuto stavolta dell'inchiostro. Questa tecnica, che esige di essere effettuata da tante piccole mani per terminare in fretta la lavorazione, è per questo molto onerosa in termini di costi, ma gli effetti spettacolari sono garantiti. Le produzioni Pathé, Gaumont e naturalmente quelle di Edison, costruiscono dei laboratori attrezzati e assumono diverse dozzine di ragazze impegnate dapprima a colorare manualmente con un piccolo pennello i fotogrammi, poi attraverso un sistema meccanico, attraverso l'intermediazione di un parallelogramma o da camme, con uno o più stampini.

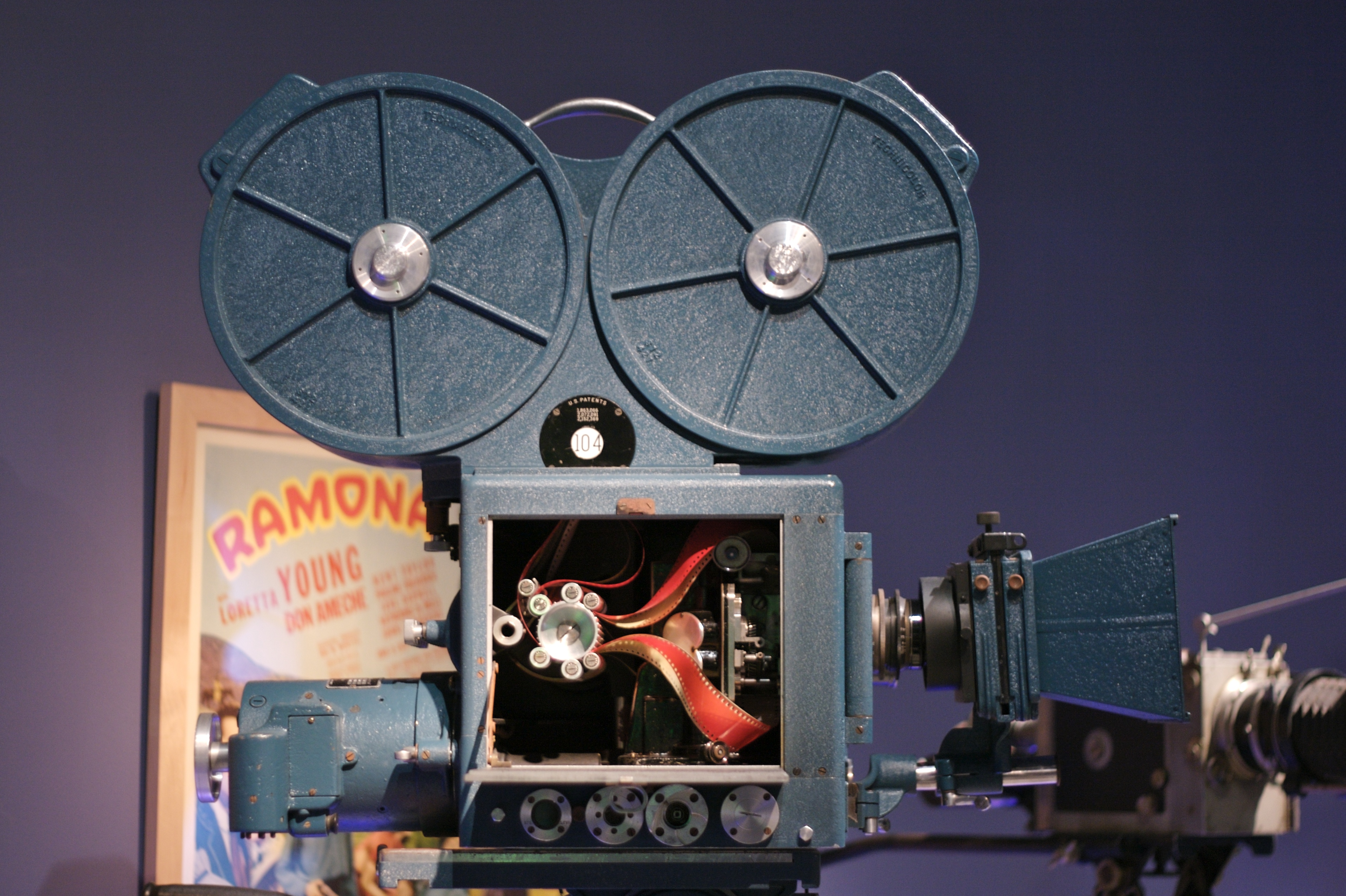
Una camera Technicolor risalente agli anni trenta. Si noti lo strato esterno della pellicola, completamente impressionato del colore rosso

Dopo aver scoperto il découpage tecnico o montaggio classico, la soggettiva e altre innovazioni rivelatesi fondamentali per il cinema, il britannico George Albert Smith si disinteressò totalmente alla realizzazione dei film commerciali. Preferisce impegnarsi nella ricerca vera e propria, e con l'americano Charles Urban mise a punto un procedimento che donava l'illusione del colore su una pellicola in bianco e nero, il Kinemacolor il cui primo film, intitolato non a caso Un rêve en coleur (Un sogno a colori), porta l'anno 1911. L'innovazione del colore da principio venne vista favorevolmente, ma presto si svelano i molteplici inconvenienti del Kinemacolor: il blu e il bianco rendono male, i colori si percepiscono con una certa pastosità. Dopo aver prodotto almeno 250 film, il Kinemacolor venne abbandonato per ragioni economiche, poco prima della Prima Guerra Mondiale.

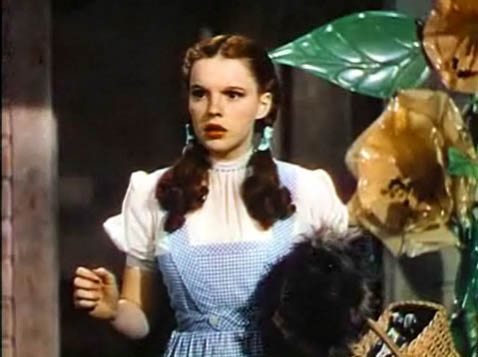
Judy Garland nel film The Wizard of Oz diretto da Victor Fleming, un celebre esempio del sistema Technicolor (1939)

Un altro procedimento, stavolta completamente americano, lo andrà a rimpiazzare, messo a punto durante le prime fasi della guerra e lanciato nel 1916: il Technicolor. Questo procedimento utilizza anche lui la sola pellicola disponibile in quel momento, quella in bianco e nero. Le riprese si effettuano con una camera pesante, di dimensioni imponenti, che fa scorrere nel medesimo momento ben tre strati di pellicola in bianco e nero sincronizzate tra loro. Dietro l'obiettivo, un doppio prisma passa diritto all'immagine impressionata su uno dei due strati. Per un primo filtraggio, lo stesso doppio prisma devia i fasci di luce di colore rosso e blu su un substrato di due pellicole che passano dentro la macchina da presa una contro l'altra. Il primo strato di pellicola è privo della protezione che normalmente lo chiude nella parte posteriore; l'immagine può attraversare il primo strato impressionandolo con il blu, e nello stesso momento impressiona il secondo filtrandolo con il rosso. Le riprese prevedono tre negativi in bianco e nero, che rappresentano le matrici di ciascun colore primario con i loro complementari (il giallo ottenuto in monocromia blu, il rosso magenta donato in monocromia verde, il blu-verde ottenuto in monocromia rossa). Le stampe delle copie funzionano sul principio e la tecnica della stampa tricromatica, attraverso le medesime possibilità di regolare l'intensità di ciascun colore. In breve tempo si renderà necessario aggiungere un quarto strato, colorato di un grigio neutro la cui matrice viene ottenuta tramite la sovraimpressione fotografica delle tre matrici di ripresa, al fine di sottolineare con maggiore evidenza i contorni delle forme per rendere più corposità al fotogramma.
In Germania, durante gli anni trenta, sotto l'egida del Partito Nazionalsocialista si svilupparono enormi risorse finanziarie e venne lanciato il cosiddetto film di propaganda. La ricerca di un procedimento per girare i film a colori, utilizzando un supporto un po' più leggero che favorisca le riprese documentarie, per motivi politici viene condotta in fretta. Col procedimento Agfacolor, originariamente inventato per la fotografia su lastre di vetro, e poi alla pellicola flessibile, si ottengono le prime diapositive (la pellicola subisce due trattamenti successivi - sviluppo e stampa - che non passano da fase negativa a fase positiva) in negativo (che richiede due copie positive separate). Nel 1945, dopo la sconfitta dell'Asse Roma-Berlino-Tokyo, gli Alleati e i Sovietici s'impossessano delle scoperte tecnologiche tedesche, e le riportano nelle loro frontiere entro altri metodi e tecniche riguardanti il film a colori. Negli Stati Uniti d'America l'Agfacolor diventa l'Eastmancolor, in Unione Sovietica viene denominato Sovcolor, in Belgio il Gevacolor e in Giappone, passato sotto il controllo americano, il Fujicolor.
In rapporto al Technicolor, il procedimento Eastmancolor rappresentò una valida alternativa economica allo stadio delle riprese. Durante gli anni cinquanta i film, che prima venivano girati in Technicolor, vengono ripresi in Eastmancolor. Dopo le riprese, una volta completato il montaggio, si utilizzano i negativi Eastmancolor con ben quattro matrici per stampare le copie dei film sotto il procedimento tricromico del Technicolor, con un vantaggio: col negativo Eastmancolor può essere calibrato più efficacemente il livello cromatico di ciascuno dei colori primari.
Anche l'Italia iniziò a sperimentare riprese a colori sin dai primi anni cinquanta. Da principio, la pellicola tedesca Agfacolor viene trasformata nell'Ansco Color con il quale nel 1950 venne girato il primo lungometraggio assoluto a colori, a tematica religiosa: Mater Dei, diretto da Emilio Cordero, anche se tale pellicola ebbe una distribuzione limitata alle sale parrocchiali. Ma presto tale sistema viene accantonato, privilegiando un procedimento più economico, già scoperto nel campo della fotografia durante gli anni venti, e adattato al cinema a partire dal 1952: il Ferraniacolor. Sperimentato all'inizio con i film comici (Totò a colori fu il primo esempio con questo sistema) venne accantonato anche questo per favorire il più sicuro Eastmancolor, a partire dal 1958 con il film Le fatiche di Ercole di Pietro Francisci il quale, inaugurando il genere peplum, di fatto rilanciò la produzione italiana.

## La seconda guerra mondiale e le sue conseguenze
Negli anni quaranta lo studio system finisce a causa delle leggi federali che privano gli Studios della proprietà delle sale cinematografiche, ma durante la seconda guerra mondiale essi non smettono di far faville continuando a produrre star e film di grande valore. Attori come Cary Grant, James Stewart, Gary Cooper e Henry Fonda diventano in questo periodo veri divi e beniamini del pubblico.

Federico Fellini

Intanto non si perde mai occasione per esaltare i valori dell'"american way of life": a questo ci pensano registi idealisti come Frank Capra, e attori sciovinisti come John Wayne, indimenticabile nei suoi western. Nel 1942 viene girato da Michael Curtiz Casablanca, uno dei film più importanti e celebri della storia del cinema, che pur essendo un film romantico, ha saputo affrontare dignitosamente il problema della guerra, della resistenza partigiana e dell'avanzata nazista e che ha lanciato nello star system Humphrey Bogart e Ingrid Bergman. Nel 1941 la RKO Pictures distribuì Quarto potere di Orson Welles, spesso considerato il più grande film di ogni tempo, che stravolge il normale modo di fare cinema.
Se in America Hollywood era la capitale del cinema, in Europa, in seguito alla Seconda Guerra Mondiale nacquero in molte nazioni diverse scuole di cinema, ma tutte accomunate dalla voglia di rappresentare la realtà. Diviene quindi importantissimo il neorealismo italiano e i suoi registi principali: Luchino Visconti, Pietro Germi, Roberto Rossellini e Vittorio De Sica. Film italiani come Roma città aperta, Sciuscià e Ladri di biciclette ispirano e affascinano diversi registi nel mondo, come il giapponese Akira Kurosawa.

## Anni 1950
Negli anni cinquanta anche la concezione del "divismo" cambia, come nel caso dei più sanguigni Marlon Brando e James Dean, che portano sullo schermo un modo più verosimile di rappresentare la realtà. Contemporaneamente esplode, soprattutto grazie a registi quali Billy Wilder e George Cukor, la «commedia all'americana», che ha i suoi capisaldi in capolavori come A qualcuno piace caldo, Scandalo a Filadelfia e L'appartamento.
Dopo la Seconda Guerra Mondiale nasce una cinematografia più ampia anche all'interno delle nazioni del patto di Varsavia. I film, soprattutto dopo gli anni '60, sono più critici e ribelli e talvolta sono fortemente censurati dal governo russo. Registi come il polacco Andrzej Wajda o come il russo Sergej Iosifovič Paradžanov sono costantemente promotori di un cinema ribelle e libero dalla censura, che avrà però la piena realizzazione solo dopo il 1989.

## Anni 1960
Negli anni sessanta ormai la vecchia Hollywood non è che un ricordo, e il "New Cinema" si fa strada criticando ipocrisie e pudori della vecchia America, per opera di attori come Dustin Hoffman, Jack Nicholson, Robert De Niro, Glenn Close e Meryl Streep. È una vera e propria rivoluzione all'interno della "vecchia" Hollywood. Film come Il dottor Stranamore - Ovvero: come ho imparato a non preoccuparmi e ad amare la bomba di Stanley Kubrick e A prova di errore con Henry Fonda sono stati prodotti in una Hollywood che un tempo era nota per il suo evidente patriottismo e propaganda bellica.
Film come Easy Rider - Libertà e paura e Il laureato girati con budget bassi e che fecero registrare incassi inimmaginabili, illuminarono anche le major che poco a poco iniziarono a lasciar perdere le restrizioni stilistiche del Codice Hays che imponeva un codice morale rigido al di fuori del quale i film non venivano prodotti. Semplicemente si resero conto che le nuove generazioni, contrarie alle politiche americane di perbenismo ed espansionismo ipocritamente mascherato, volevano sentir parlare esattamente di quello che era censurato dalla produzione.
Durante gli ultimi anni cinquanta e gli anni sessanta, la Nouvelle Vague francese diventa un genere famoso e apprezzato in tutto il mondo. I film cominciano a essere minimalisti, personalissimi, le problematiche trattate sono intime e non assolute. I film cominciano a ruotare intorno ai problemi, agli interrogativi e ai dubbi di giovani protagonisti e la soggettività diventa un elemento caratterizzante. Iniziano perciò ad affermarsi alcuni nuovi registi indipendenti, già agguerriti critici cinematografici, come François Truffaut con il suo I 400 colpi, Alain Resnais con Hiroshima mon amour e soprattutto Jean-Luc Godard con Fino all'ultimo respiro, che trovarono nel neonato Festival di Cannes un punto d'incontro e di discussione. Il montaggio è a bella posta discontinuo, sincopato e sovente evita di tagliare i tempi morti della storia, che dal canto suo tralascia di spiegare ogni dettaglio di quel che accade. Può capitare che gli attori guardino direttamente nell'obiettivo della cinepresa, cosa vietatissima nel cinema classico, come accade regolarmente nel cinema di Jean-Luc Godard, Ingmar Bergman o, in tempi più recenti, in Pulp Fiction di Quentin Tarantino.
Anche dopo il periodo prettamente neorealista, l'Italia ha potuto vantare una nuova generazione di registi, ugualmente neorealisti, ma in maniera diversa, come Federico Fellini, Michelangelo Antonioni, Mario Monicelli, Ettore Scola, Dino Risi, Pier Paolo Pasolini, Elio Petri, Francesco Rosi e più tardi Bernardo Bertolucci.
Diventano importantissimi gli esperimenti di cinema introspettivo di Marcel Carné, realizzati subito dopo la Seconda Guerra Mondiale, e poi concretizzati in grandi film dai maestri del cinema introspettivo Ingmar Bergman e Michelangelo Antonioni: la realtà non è più analizzata come qualcosa di oggettivo, tutto diventa soggettivo e ambiguo, il ritmo è lento e le scene sono lunghe e silenziose e i registi si soffermano su particolari prima di allora trascurati. Il cinema comincia a diventare manifesto del subconscio del regista e anche forma di personale contestazione.
Dagli anni '60 debutta anche il famoso regista Andrej Tarkovskij, conosciuto principalmente per capolavori della storia del cinema come Andrej Rublëv, Lo specchio e Stalker. Tarkovskij dopo Stalker verrà cacciato dalla Russia, ma continuò a fare film fino alla morte. Nell'Europa dell'est oltre al già citato Andrzej Wajda, è molto importante citare l'ungherese Béla Tarr, regista di capolavori come Le armonie di Werckmeister, Il cavallo di Torino e il colossale Satantango.

## Anni 1970
Nel 1975 Lo squalo di Steven Spielberg ottenne un grande successo di pubblico e di critica e mostrò come anche la New Hollywood potesse incassare tanto. Ma il film segnò anche l'inizio della fine di quell'era. Infatti diede il via ai blockbuster, con i quali i produttori tornarono alla carica, riprendendo a produrre film colossal molto costosi.

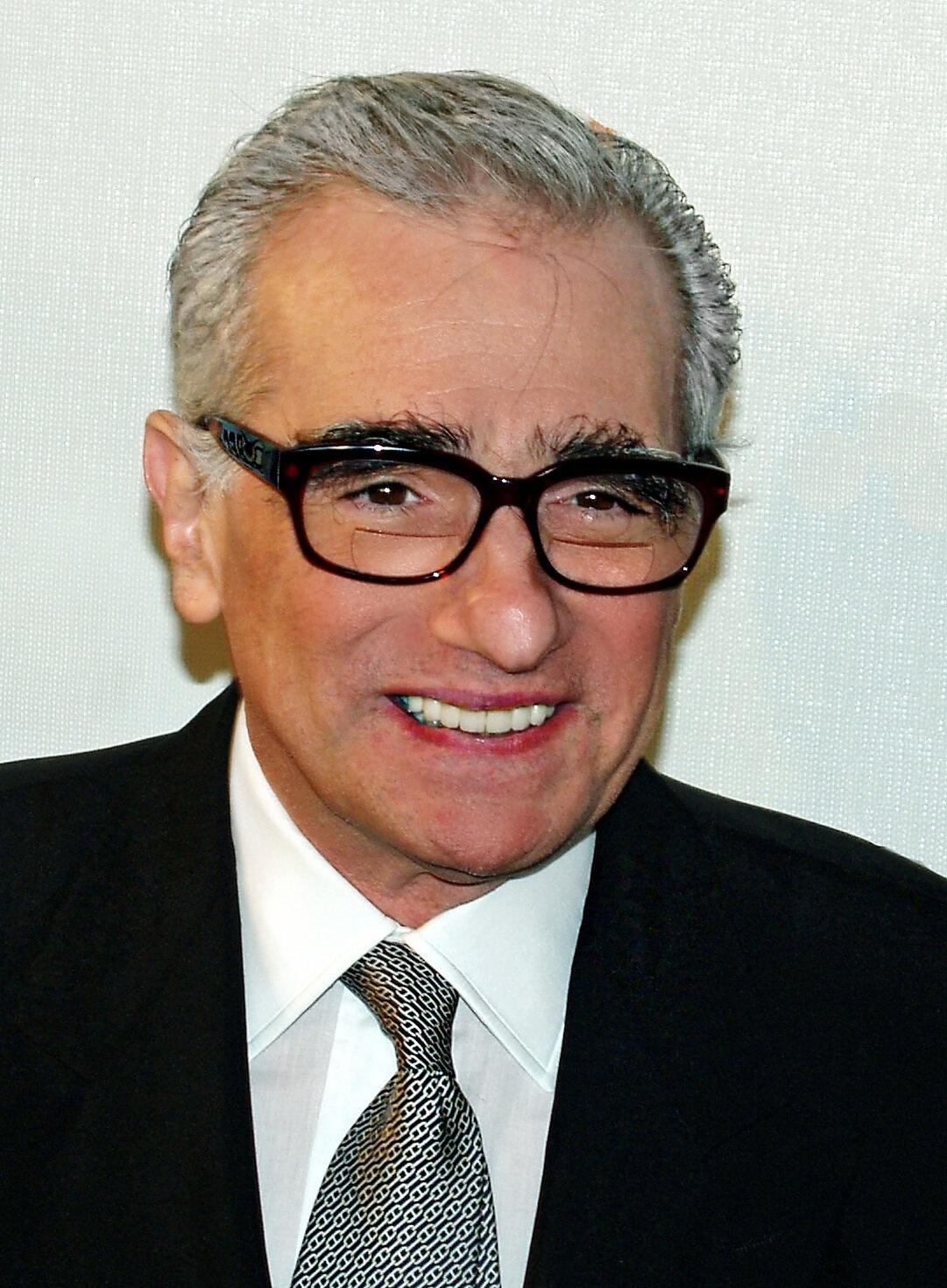
Martin Scorsese

Nel 1977 Guerre stellari di George Lucas e Incontri ravvicinati del terzo tipo di Steven Spielberg conquistano definitivamente un pubblico di massa che il cinema di fantascienza, in precedenza, non aveva avuto. In particolare il film di Spielberg di fatto riscrive le regole codificate del genere, che volevano l'alieno nei panni del mostruoso invasore, dandone una visione assai più benevola e "umanizzante". Il trionfo commerciale, inaspettato e senza precedenti, di Guerre stellari – il film più visto del decennio – segna invece il ritorno a una fantascienza più avventurosa e spensierata, spesso favolistica, più basata sulla perfezione e l'innovazione degli effetti speciali che sulla complessità di contenuti e trame, facendo tornare in auge l'epica della space opera che era ormai dimenticata dal cinema. Seppur con un modo diverso di intendere il cinema e le star, Hollywood continua comunque a regalare sogni ed emozioni.
Durante gli anni '70 emerse un nuovo gruppo di registi americani come Martin Scorsese, Francis Ford Coppola, George Lucas, Woody Allen, Terrence Malick e Robert Altman. 
La ripresa del genere gangster si ebbe agli inizi degli anni settanta con il film Il padrino (1972), diretto da Francis Ford Coppola e tratto dall'omonimo romanzo di Mario Puzo. La pellicola, che riscosse un enorme successo in tutto il mondo, parlava della saga della Famiglia Corleone, un'organizzazione criminale di origini siciliane che controlla la mafia nella New York di fine anni quaranta. È con questo film che il genere rinasce e cambia, non ritraendo più il gangster come uno psicopatico ma come un abile criminale capace di manovrare gli eventi.
Il cinema tedesco è invece molto più figurativo e pittoresco, introspettivo e con storie talvolta epiche che fuoriescono dal semplice neorealismo, come ad esempio Aguirre, furore di Dio di Werner Herzog. I registi sembrano afflitti da dolori insanabili e assoluti, che quindi toccano punte di pessimismo assoluto leopardiano, e con soluzioni effimere e talvolta inesistenti. È il caso di Rainer Werner Fassbinder. Altri registi, invece, pur trattando forti problematiche, proprie e non, si mostrano più disposti a trovare una soluzione, e anzi girano film pieni di speranza e velato ottimismo. È questo il caso di registi come Wim Wenders e Werner Herzog. Il film tedesco più importante degli ultimi anni è senz'altro Le vite degli altri del 2006, amaro e lucido spaccato della Germania Est e dello strapotere del governo comunista.

## Anni 1980
Già sdoganata come genere di largo consumo da Guerre stellari nel 1977, negli anni ottanta la fantascienza viene sempre più frequentata dal cinema commerciale hollywoodiano ad alto costo; oltre agli altri due film della prima trilogia di Guerre stellari – L'Impero colpisce ancora (The Empire Strikes Back, 1980) di Irvin Kershner e Il ritorno dello Jedi (Return of the Jedi, 1983) di Richard Marquand. 
Tra i titoli epocali del decennio, immancabile E.T. l'extra-terrestre (E.T. the Extra-Terrestrial, 1982) di Spielberg, il film di maggiore successo degli anni ottanta, ideale continuazione della fantascienza messianica e ottimista di Incontri ravvicinati del terzo tipo del 1977; il film propone un originale nuovo approccio alla fantascienza, sovrapponendo assai singolarmente l'elemento favolistico a quello fantascientifico. Tron di Steven Lisberger – primo film sulla realtà virtuale – sperimenta per la prima volta la grafica al computer.
Martin Scorsese si impone come uno dei registi più acclamati dalla critica dell'epoca. Toro scatenato (1980), biografia del pugile italoamericano Jake LaMotta, girato per ragioni artistiche interamente in bianco e nero, divenne in breve un vero e proprio film cult, nel quale Scorsese riversò tutta la sua sofferenza realizzando il film che ha definito il suo stile radicale, aggiudicandosi due Premi Oscar, al miglior attore protagonista e al montaggio di Thelma Schoonmaker. Toro Scatenato è considerato tra le pietre miliari del cinema statunitense, inserito al quarto posto nella classifica dei migliori film statunitensi di tutti i tempi dall'American Film Institute.
I Gangster movie prodotti tra gli anni '80 e gli anni '90 presentano nuove tematiche per via del nuovo evolversi dei gruppi criminali, che da vecchie attività come estorsioni e contrabbando passavano al traffico di droga, molto più lucroso. Tra questi troviamo Scarface (1983), diretto da Brian De Palma, remake del capolavoro del 1932 (Scarface - Lo sfregiato), ambientato però in una Miami degli anni '80 devastata dal traffico di cocaina compiuto dai criminali latino-americani.
Batman di Tim Burton fu il primo film a ricavare almeno 100 milioni di dollari nei primi dieci giorni di distribuzione, risultando il film tratto da una serie della DC Comics che ha più ricavato al botteghino fino al 2008 (anno in cui uscì Il cavaliere oscuro di Christopher Nolan) e 83º nei guadagni cinematografici nel Nord America.
Icona del cinema anni 80 e 90 è poi la trilogia di Ritorno al futuro fatta da Robert Zemeckis con l'aiuto di Steven Spielberg.

## Anni 1990
Gli anni novanta segnano il trionfo degli effetti speciali, con le tecnologie digitali che giungono a piena maturità. Numerosi tra i maggiori incassi del decennio sono film di fantascienza: Star Wars: Episodio I - La minaccia fantasma (1999), Jurassic Park (1993) e Il mondo perduto - Jurassic Park (1997) di Steven Spielberg, Independence Day (1996) di Roland Emmerich, la commedia Men in Black (1997) di Barry Sonnenfeld, Armageddon - Giudizio finale (1996) di Michael Bay, Terminator 2 - Il giorno del giudizio (Terminator 2: Judgment Day, 1991) di James Cameron e Matrix (1999) delle sorelle Wachowski.
Titanic (1997) ha totalizzato il terzo maggiore incasso mondiale di tutti i tempi, pari a 1.850.300.000 dollari (al 1998) (venendo superato da Avatar, dello stesso James Cameron, nel gennaio 2010 e poi da Avengers: Endgame nel 2019).
Significativi per il genere gangster negli anni '90 sono Le iene (1992) e Pulp Fiction (1994), diretti dal regista\sceneggiatore Quentin Tarantino.
Questo periodo vide il cosiddetto Rinascimento Disney, contesto storico della durata decennale (1989-1999) in cui lo studio di produzione Walt Disney Animation Studios tornò alla ribalta nell'industria cinematografica traducendo in successo molti dei film d'animazione usciti, facendo entrare alcuni di essi nella storia del cinema, nonché riscuotendo ottimi apprezzamenti dalla critica in generale. I film che caratterizzarono questo periodo di successo sono: La sirenetta (1989), Bianca e Bernie nella terra dei canguri (1990), La bella e la bestia (1991), Aladdin (1992), Il re leone (1994), Pocahontas (1995), Il gobbo di Notre Dame (1996), Hercules (1997), Mulan (1998) e Tarzan (1999). Ad accomunare gran parte dei film del Rinascimento è sicuramente la loro convenzionale trama comune in più parti. In occorrenza al successo riscosso da La sirenetta, infatti, gli autori decisero che la Disney avrebbe dovuto seguire quella linea narrativa tenendo strettamente legate tra loro formulazioni per una buona realizzazione: scene di canto o numeri di danza trattando il film in chiave musical, protagonista giovane solitamente orfano di uno o entrambi i genitori, storia sentimentale con al centro un amore all'apparenza impossibile e l'inserimento di animali interagenti con il protagonista come personaggi secondari. Il film con più incassi e successo di questo periodo fu però Il re leone, che ispirandosi all'Amleto di Shakespeare riuscì ad ottenere quello che per la maggior parte dei critici e del pubblico è il titolo di miglior film Disney.
Toy Story - Il mondo dei giocattoli fu il primo film d'animazione completamente sviluppato in computer grafica. Diretto da John Lasseter, fu realizzato dalla Pixar e distribuito dalla Walt Disney Pictures nel 1995.

## Anni recenti

### Il cinema digitale
Sino ad alcuni anni fa, cinema e televisione erano due media ben distinti: il cinema fondava la sua forza sulla qualità della pellicola e sulla visione dei film in apposite sale dove la proiezione avveniva al buio (favorendo l'attenzione degli spettatori); la televisione risultava imbattibile per la sua capacità di rappresentare l'evento contestualmente al suo verificarsi, pur se la qualità e la definizione delle immagini erano appena sufficienti per una visione su uno schermo domestico.
Lo sviluppo dell'elettronica ha mutato questo rapporto. Così come già avvenuto in campo musicale, ove il CD ha soppiantato l'LP analogico (ma non del tutto, visto che molti continuano a preferire il suono dell'LP), anche nel mondo del cinema si sta tentando di imporre sistemi interamente digitali di registrazione-riproduzione.
È bene ricordare che un'immagine non è altro che una massa di informazioni. E l'informazione, a sua volta, è qualsiasi oggetto fisico capace di distinguersi, di differenziarsi, di essere diverso da ciò che gli sta vicino. Nel cinema tradizionale, ogni singola informazione dell'oggetto da rappresentare è raccolta in modo analogico: vale a dire che un altro oggetto fisico modifica il suo stato in modo proporzionale con l'oggetto da rappresentare. In particolare l'immagine è ottenuta per mezzo di una emulsione fotosensibile, la quale è una sospensione di minuti cristalli di alogenuri d'argento - sali assai sensibili all'effetto della luce - dispersi in una matrice di gelatina fissata a un supporto solido.
Nel cinema digitale, invece, l'informazione è raccolta da una cifra (in inglese: digit): dato un certo spazio, si può stabilire che al numero "0" corrisponda il bianco, e al numero "1" il nero. In questo modo, scomponendo un'immagine in punti, è possibile trasformarla in una sequenza numerica. È ovvio che maggiore è la quantità di informazioni numeriche raccolte, maggiore sarà l'accuratezza dell'immagine ottenuta.
La registrazione e riproduzione digitale delle immagini comporta due ordini di problemi: il primo riguarda la raccolta di tutte le informazioni necessarie per comporre l'immagine; il secondo attiene alla gestione di queste informazioni; compito, questo, che compete al dispositivo incaricato di trasformare le sequenze numeriche in unità visibili (cd. matrice). Ogni singola unità visibile, che può assumere un unico stato cromatico, si chiama pixel (contrazione dell'espressione picture element).
Secondo alcuni studi, l'accuratezza (più nota come risoluzione) massima di una pellicola negativa 35 mm è pari a 6 milioni di pixel (che si abbassa 4 milioni di pixel per le distorsioni introdotte dalle ottiche). Tale misurazione è, tuttavia, da alcuni criticata, in quanto tale definizione verrebbe valutata secondo un parametro estraneo all'immagine chimica e sostituita con la funzione di trasferimento di modulazione o MTF (Modulation Transfer Function) che può essere applicata non necessariamente alla pellicola, ma più in generale a un sistema ottico, ad esempio il complesso obiettivo-pellicola, e che è una misura della capacità del sistema di catturare il contrasto dell'immagine.
Un'immagine digitale, per consentire di distinguere gli stessi dettagli esprimibili da una pellicola 35 mm, dovrebbe essere composta da 4 milioni di pixel. Ma la qualità di un'immagine è data anche da altri fattori, come il contrasto, la luminosità, il numero di colori e la loro pastosità, la gamma dinamica: ecco per quale ragione la semplice misurazione in pixel dell'immagine chimica non appare sufficiente a esprimere tutte le caratteristiche dell'immagine stessa.
Appare chiaro, comunque, che il cinema digitale per eguagliare e superare il cinema chimico ha bisogno di dispositivi di immagazzinamento dati (cosiddetto storage) di eccezionale capienza; e deve, anche, disporre di matrici che non abbiamo meno di due milioni di pixel. La registrazione della enorme massa di informazioni contenuta in un film di circa due ore non costituisce più un problema, grazie alla capienza dei moderni hard disk e di supporti ottici come il DVD, nonché all'impiego degli algoritmi di compressione, i quali consentono di operare un vero e proprio "sunto" delle informazioni.
Gli attuali limiti del cinema digitale sono invece a monte e a valle del processo di acquisizione delle immagini. Le telecamere HD (High Definition) non offrono ancora la stessa risoluzione del negativo fotografico, hanno una eccessiva profondità di campo, la latitudine di posa va da 8 a 11 stop (contro gli 11 - 12 delle emulsioni negative).
Per quanto riguarda la proiezione, invece, sorgono altri problemi. V'è da notare, innanzi tutto, che l'altissima risoluzione del negativo originale viene perduta durante i vari passaggi (internegativi e stampa del positivo finale), sì che la risoluzione della copia da stampa non supera i due milioni di pixel. Con queste premesse gli attuali videoproiettori con tecnologia Digital Light Processing (DLP) dovrebbero poter reggere il confronto con la proiezione meccanica della pellicola 35 mm. I più sofisticati videoproiettori utilizzano tre microchip DMD (Digital Micromirror Device) per il controllo dell'immagine.
All'interno di ogni DMD sono montati dei microspecchi capaci di oscillare indipendentemente gli uni dagli altri, così da riflettere i tre colori primari della luce (verde, rosso e blu) e formare sul grande schermo le immagini cinematografiche. Ogni microspecchio è grande circa un quarto della sezione di un capello umano. Se si pensa che queste macchine impiegano matrici la cui risoluzione è di 1920 righe verticali per 1080 orizzontali pari 2.073.600 pixel (questo standard è detto a 2K in rapporto alla risoluzione orizzontale, ma esistono già matrici a 4K pari 3840 x 2048 pixel) è facile concludere che l'immagine chimica sia stata surclassata. E invece non è così: il "look and feel" della proiezione tradizionale risulta ancora superiore a quella digitale in tutte le proiezioni comparative che sono state effettuate. Le ragioni sono intrinseche alla proiezione tradizionale e non sono misurabili solo in termini di definizione pura.
Com'è noto, durante la proiezione vengono offerte allo spettatore 24 immagini per secondo. Nella proiezione digitale ogni informazione dell'immagine ha una posizione costante, essendo generata sempre dallo stesso pixel, il quale muta continuamente il suo stato. Nell'immagine chimica, invece, la disposizione dei singoli cristalli di alogenuri di argento è casuale, sì che le informazioni che si succedono al ritmo di 24 per secondo non hanno una posizione costante: la struttura della grana, in altri termini, è dinamica, mentre quella della matrice è statica. Dunque il confronto tra le due forme di acquisizione delle immagini è molto complesso e non valutabile solo in termini di risoluzione pura.
Anche i proiettori meccanici, infine, continuano a essere oggetto di migliorie utili all'aumento del contrasto e della definizione: si pensi alla trazione diretta elettronica per la guida intermittente dell'alberino di precisione - in luogo della tradizionale croce di Malta - trazione la quale elimina l'onda di immagine verticale, con conseguente aumento della stabilità dell'immagine, del contrasto e del fuoco.
Allo stato attuale, dunque, non appare così vicino il giorno in cui tutti i film saranno girati e proiettati con tecniche digitali. Per ora i due sistemi sembrano, invero, ben collaborare, considerato che l'elaborazione digitale delle immagini viene adoperata in tutta la fase intermedia tra l'impressione del negativo e la stampa del positivo da proiezione (cosiddetta Digital Intermediate, abbreviato in "DI"). In estrema sintesi, questa è l'attuale lavorazione tipica di un film:
- sul set si provvede alla ripresa delle immagini per mezzo di una cinepresa tradizionale;
- il trasferimento del materiale girato tramite telecinema dei giornalieri avviene come per il procedimento tradizionale
- i negativi originali delle scene scelte vengono scanditi ad alta definizione (2k) per poi essere subito archiviati e conservati;
- tutto il processo di finalizzazione e post-produzione avviene per mezzo di appositi computer dotati di grande potenza di calcolo;
- la sequenza di file risultante viene trasferita su un unico negativo tramite una film recorder;
- il negativo o intermediate così originato viene impiegato per ottenere gli interpositivi e internegativi necessari per la produzione in serie delle copie per proiezione.

In linea teorica, questo sistema potrebbe consentire di ottenere una copia da proiezione con una risoluzione pari a quella del negativo originale (4k); tuttavia, considerato che per motivi di costi si preferisce scandire il negativo con una risoluzione pari a 2k, tale ultimo valore è quello massimo ottenibile dal negativo destinato alla produzione delle pellicole per la proiezione, le quali avranno, a loro volta, una risoluzione leggermente inferiore (ogni processo di copia ottica porta a una perdita di risoluzione); valore in ogni caso superiore a quello che si otterrebbe se alla copia finale si arrivasse facendo ricorso a copie intermedie analogiche.

### Anni 2000
La fine degli anni 1990 e i primi anni 2000 rappresentano degli anni importanti per il cinema action e fantasy, con l'uscita di pellicole di grande successo come la trilogia de Il Signore degli Anelli e Il gladiatore, che si è rivelato uno dei maggiori successi della sua annata cinematografica. Nel 2000 a livello internazionale ha incassato circa 457.640.427 $, secondo solo a Mission: Impossible 2.
L'uscita di Moulin Rouge! (2001) è stata considerata la "rinascita" del musical, un genere cinematografico che per molti anni era stato disertato dal cinema live action e tenuto in vita solo dai classici Disney d'animazione. I musical riscuotono pian piano sempre più successo dopo il 2010, anche grazie a pellicole come Les Misérables, La La Land e The Greatest Showman.
Altri film sono stati rilasciati simultaneamente anche in IMAX. Il primo è stato il film di animazione Disney del 2002 Il pianeta del tesoro mentre il primo live action è del 2003, Matrix Revolutions, e la redistribuzione di Matrix Reloaded. Più tardi nel decennio, Il cavaliere oscuro fu il primo lungometraggio a essere stato parzialmente ripreso nella tecnologia IMAX.
Nel 2003 c'è stata una ripresa della popolarità dei film in 3D, il primo dei quali è stato Ghosts of the Abyss di James Cameron, primo lungometraggio 3D IMAX filmato con Reality Camera System. Lo stesso sistema di telecamere è stato utilizzato per filmare Missione 3D - Game Over (2003), Aliens of the Deep IMAX (2005) e Le avventure di Sharkboy e Lavagirl in 3-D (2005).
La popolarità del cinema in 3D ha la sua consacrazione in Avatar di James Cameron, film dagli effetti speciali straordinari e promotore di una nuova era di film in cui tecnologia HD e film sono diventati una cosa sola. Con un budget di produzione di circa 237 milioni di dollari, Avatar ha incassato oltre 2,8 miliardi di dollari in tutto il mondo, diventando il film con più incassi della storia del cinema. Lo stesso Cameron, in quanto forte sostenitore del 3D come futuro del cinema, ha dichiarato che si avrebbe un'esperienza più completa guardando Avatar in tre dimensioni, poiché il film è stato da lui appositamente pensato per essere visto in quel modo.
I film in 3D hanno ottenuto una breve popolarità con molti altri film in uscita in 3D, con i migliori successi critici e finanziari nel campo dei film d'animazione come Cattivissimo me di Universal Pictures/Illumination Entertainment, Dragon Trainer, Shrek e vissero felici e contenti e Megamind della DreamWorks Animation. Tuttavia, la popolarità del 3D è costantemente diminuita nei successivi sette anni fino al 2017.
Al 2017 la serie di Harry Potter è la terza serie campione di incassi di tutti i tempi, con gli otto film che hanno incassato oltre 7,7 miliardi di dollari in tutto il mondo. La Pietra Filosofale di Chris Columbus  è diventato il maggior incasso Harry Potter di tutto il mondo dopo aver terminato il suo ciclo nei cinema nel 2002, ma alla fine è stato sormontato da David Yates con I Doni della Morte - Parte 2, mentre Alfonso Cuarón con Il prigioniero di Azkaban ha incassato il minimo di tutta la serie.
All'interno del cinema fantastico-fantascientifico degli anni duemila il maggiore filone, per successo commerciale e numero di titoli, è senza dubbio quello del film di supereroi di diretta derivazione fumettistica. Il massiccio ingresso degli eroi in calzamaglia nel mondo della celluloide –o meglio il loro ritorno, dopo gli exploit di Superman nel 1978 e Batman nel 1989 – è favorito dalla piena maturità degli effetti speciali digitali, che permettono di rappresentare in modo assai spettacolare le situazioni in cui sono coinvolti i superpoteri dei fantastici personaggi. Dopo i film tratti dai fumetti della DC Comics nei decenni precedenti, agli inizi degli anni '2000 vengono prodotti numerosi film tratti dai personaggi della Marvel Comics. Dopo i primi progetti come Blade, Hulk e X-Men, che avevano riscosso un discreto successo, nel 2002 esce Spider-Man, diretto da Sam Raimi, film campione di incassi che darà inizio a una trilogia, a cui poi seguirà un reboot nel 2012 diretto da Marc Webb. Visto il potenziale dei cosiddetti "cinecomics", i Marvel Studios danno inizio a un progetto volto a creare un universo cinematografico condiviso in cui i film sui diversi personaggi sono collegati fra loro per formare in seguito dei crossover. Così nel 2008 esce Iron Man diretto da Jon Favreau, film che insieme a L'incredibile Hulk dà inizio al cosiddetto Marvel Cinematic Universe, progetto che riscontra grande successo soprattutto dopo l'uscita del primo film crossover intitolato The Avengers. L'acquisizione della Marvel da parte della Disney alla fine del 2009 segna un indiretto riconoscimento del potenziale cinematografico dei supereroi dei fumetti. Nel frattempo la DC Comics affida a Christopher Nolan la regia di un nuovo film su Batman: Batman Begins, il cui seguito, Il cavaliere oscuro (The Dark Knight), riscuote alla sua uscita un successo senza precedenti, divenendo il film di supereroi di maggior incasso; venendo poi superato dal suo stesso sequel, Il cavaliere oscuro - Il ritorno.

### Anni 2010
Gli anni che vanno dal 2010 in poi rappresentano degli anni di grande sviluppo del cinema commerciale. I film di supereroi della Marvel battono molti record ai box-office al punto che The Avengers non solo supera Il cavaliere oscuro - Il ritorno, ma viene a sua volta superato da Avengers: Endgame, che diventa il film di maggiore incasso di tutti i tempi (fino a marzo 2021, quando Avatar diventa di nuovo il film di maggiore incasso nella storia, dopo essere stato riproposto nei cinema cinesi per tentare di riportare il pubblico in sala dopo gli eventi della pandemia di COVID-19).
Dopo aver acquistato la Pixar nel 2006 e la Marvel nel 2009, nel 2012 la Disney acquista la casa cinematografica Lucasfilm, fondata dal regista George Lucas e inizia la produzione di una nuova trilogia di film per la saga di Guerre stellari, il cui primo film esce nel 2015 con il titolo Star Wars - Il risveglio della Forza. Nel 2019 la Disney acquisisce anche lo storico studio cinematografico 20th Century Studios, portando a termine una trattativa da circa 71 miliardi di dollari. Le manovre di acquisizione della Disney la portano quasi a monopolizzare il mercato del cinema commerciale, facendola diventare la più grande azienda al mondo.
Intanto, dopo il grande successo di Netflix nel 2015 e del suo servizio di abbonamento per lo streaming di film e serie tv, iniziano a diffondersi sempre più piattaforme con servizi di abbonamenti simili, dando ampio sviluppo al mercato di film in digitale, ma soprattutto dando sempre più spazio alla produzione di serie televisive. Di lì a poco le serie tv conoscono una vera e propria rinascita, ottenendo sempre più successo e sempre più investimenti da parte di nuove case di produzione come Amazon Prime, Apple TV+ e Disney+.
Netflix inizia così a produrre e distribuire i suoi primi film, alcuni dei quali vengono persino candidati agli Oscar, come nel caso di Roma, Storia di un matrimonio, The Irishman, Da 5 Bloods - Come fratelli, Il processo ai Chicago 7 e Mank.

### Anni 2020
L'industria cinematografica commerciale di Hollywood e l'intero settore del cinema mondiale subiscono un'improvvisa battuta d'arresto quando, alla fine del 2019, inizia a diffondersi in tutto il mondo il virus del COVID-19, scatenando una pandemia che blocca i mercati cinematografici mondiali e costringe i paesi colpiti alla chiusura delle sale cinematografiche. Comincia così la distribuzione dei film esclusivamente su piattaforme streaming a causa della chiusura dei cinema, come i film Pixar Soul e Luca su Disney+ e moltissimi altri anche su Amazon Prime come Sound of Metal e La guerra di domani e su Netflix come Notizie dal mondo, È stata la mano di Dio e Il potere del cane. Nell'estate 2020, a seguito di una migliore situazione pandemica, le sale cinematografiche nel mondo riaprono per un breve periodo permettendo l'uscita di alcuni film tra cui Tenet di Christopher Nolan. Questi sanciscono un breve ritorno al grande schermo. La lenta ripresa dei cinema inizia però alla fine del 2021 con l'uscita di film commerciali come No Time To Die, Ghostbusters: Legacy e soprattutto Spider-Man: No Way Home, quest'ultimo, ventisettesimo film del Marvel Cinematic Universe (MCU), a gennaio 2022 diviene uno dei maggiori incassi della storia del cinema, nonché il terzo maggior incasso di sempre in Nord America, superando Avatar di James Cameron. Nel 2022, con i cinema ormai riaperti in tutto il mondo, si ritorna a una nuova normalità in cui cinema e televisioni sono strettamente legati tra loro e in cui il cinema commerciale prevale su quello d'autore. Nel 2023, due film vengono considerati dalla stampa come "salvatori delle sale cinematografiche" grazie alla scelta delle rispettive case di produzione di distribuirli nello stesso periodo: Barbie di Greta Gerwig e Oppenheimer di Christopher Nolan, film estremamente differenti sul piano stilistico e tematico, ma capaci di generare un fenomeno mediatico denominato "barbenheimer" che ha permesso alle due pellicole di ottenere enorme successo al botteghino.